# Doutrina da Igreja Católica
A doutrina da Igreja Católica, ou apenas doutrina católica, é o conjunto de todas as doutrinas que a Igreja Católica professa como verdades de fé. Segundo o Catecismo de São Pio X, a doutrina católica foi ensinada por Jesus Cristo para mostrar aos homens o caminho da salvação e da vida eterna. As suas partes mais importantes e necessárias são: o Credo, o Pai Nosso, os Dez Mandamentos e os sete sacramentos.
Esta Igreja cristã acredita que a sua doutrina foi sendo gradualmente revelada por Deus através dos tempos, atingindo a sua plenitude e perfeição em Jesus Cristo, que é considerado o Filho de Deus, o Messias e o Salvador do mundo e da humanidade. Mas, a definição e compreensão dessa doutrina é progressiva, necessitando por isso do constante estudo e reflexão da Teologia, mas sempre fiel à Revelação divina e orientada pela Igreja.

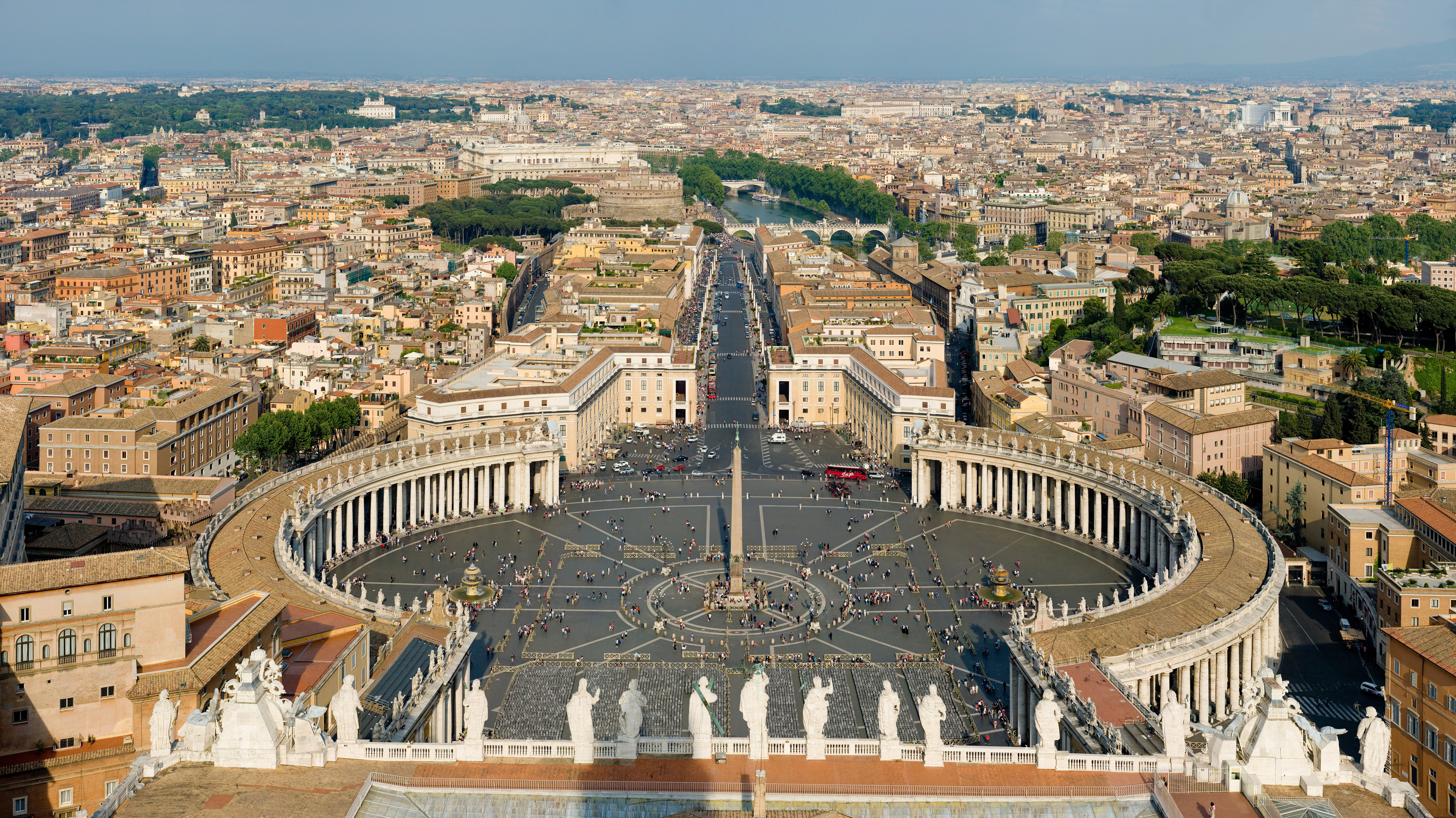
Imagem do Vaticano vista de cima (2007)

Para os católicos, a fé consiste na sua livre entrega e amor a Deus, prestando-Lhe "o obséquio pleno do seu intelecto e da sua vontade e dando voluntário assentimento à revelação feita por Ele". Essa revelação é transmitida pela Igreja sob a forma de Tradição apostólica. Segundo os católicos, a fé em Deus "opera pela caridade" (Gal 5,6), por isso, a vida de santificação de um católico obriga-o, para além de participar nos sacramentos, a executar a vontade divina. Este objetivo pode ser alcançado, com a graça de Deus, mediante a observância dos Dez Mandamentos e dos outros ensinamentos revelados, que se resumem nos mandamentos de amor ensinados por Jesus. Por conseguinte, o católico é também impelido a praticar boas obras e a cumprir as regras de vida propostas pela Igreja Católica, que se considera a si mesma como a única Igreja fundada e encabeçada por Jesus. Essa entrega a Deus, de acordo diz-se, tem por esperança última a sua própria salvação e a implementação do Reino de Deus, que atingirá a sua plenitude no fim do mundo. A Igreja sustenta que, nesse reino eterno, onde o mal será inexistente, os homens ressuscitados para o Juízo Final e que alcançaram a salvação, ou seja, os santos, passarão a viver eternamente em Deus, com Deus e junto de Deus.
A doutrina católica está resumida e explicada no Credo niceno-constantinopolitano e em variadíssimos documentos da Igreja, como o Catecismo de São Pio X, o Catecismo da Igreja Católica (CIC) e o Compêndio do Catecismo da Igreja Católica (CCIC).

## Revelação divina e Tradição

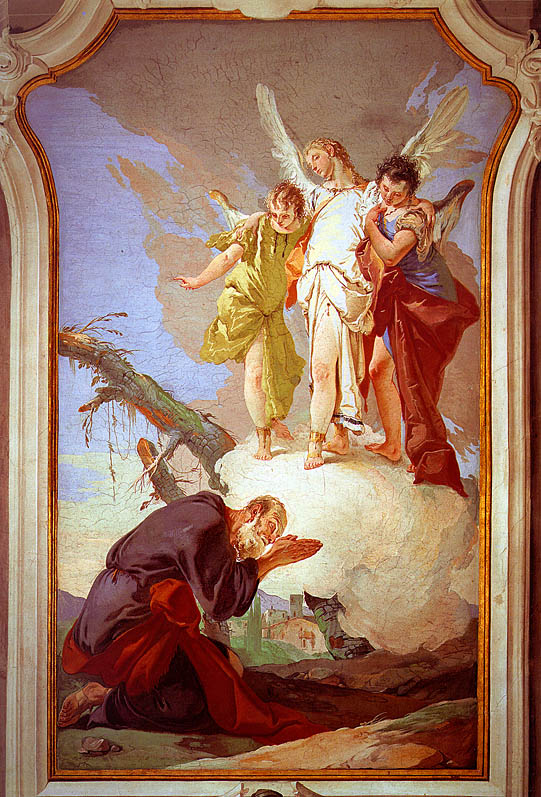
Deus revela-se a Abraão, o maior patriarca do Antigo Testamento e o "pai dos crentes".

Segundo a fé católica, Deus revelou-se ao homem, através de palavras e acontecimentos, para que o homem possa conhecer o seu desígnio de benevolência. Esse desígnio "consiste em fazer participar, pela graça do Espírito Santo, todos os homens na vida divina, como seus filhos adotivos no seu único Filho", que é Jesus Cristo. Essa infalível Revelação divina, manifestada ao longo dos séculos que correspondem ao Antigo Testamento, é plenamente realizada e completada em Jesus Cristo. A partir da ressurreição de Cristo, não será revelado mais nada aos homens até à Parusia. Mas, "apesar de a Revelação já estar completa, ainda não está plenamente explicitada. E está reservado à fé cristã apreender gradualmente todo o seu alcance, no decorrer dos séculos."
A partir daí, com a assistência sobrenatural do Espírito Santo, a Revelação imutável (ou o depósito de fé) é conservada e transmitida ininterrupta e integralmente pela Igreja através de uma dupla e indissociável Tradição apostólica (em latim, tradição significa entrega ou ato de confiar), que pode ser oral ou escrita (2 Tessalonicenses 2,15; 2 Timóteo 1,13-14; 2,2):
- a Tradição oral, ou simplesmente a Tradição, que conserva os ensinamentos de Cristo aos Apóstolos. Por sua vez, eles transmitiram integralmente estes ensinamentos aos seus sucessores (os bispos unidos ao Papa),[20][21] sendo que alguns deles são considerados Padres da Igreja pelo seu importante contributo na sistematização da Tradição, nomeadamente no que concerne ao desenvolvimento da doutrina, liturgia e instituições católicas;[22]
- a Tradição escrita, ou a Bíblia, é o produto do registo escrito da Palavra de Deus, realizado pelos quatro evangelistas e outros escritores sagrados, sempre inspirados pelo Espírito Santo. Inicialmente, antes do seu registo escrito, a Palavra de Deus era apenas transmitida oralmente (Tradição oral). Para os católicos, a Bíblia é constituída por 73 livros, organizados no Antigo Testamento e no Novo Testamento. A Constituição dogmática Dei Verbum (1965) reafirma que "os livros da Escritura ensinam com certeza, fielmente e sem erro a verdade que Deus, para nossa salvação, quis que fosse consignada nas sagradas Letras".[20][23]

Ambas são intercomunicáveis, visto que "Jesus fez na presença dos discípulos muitos outros sinais, que não estão escritos neste livro", a saber, o Evangelho de São João. Além da Revelação divina imutável, existem ainda as aparições privadas (ex.: as aparições marianas), que não pertencem à Revelação nem podem contradizê-la. Por isso, os católicos não são obrigados a acreditarem nelas, mesmo que algumas delas sejam reconhecidas como autênticas pela Igreja (ex.: aparições de Fátima). O seu papel é somente ajudar os fiéis a viver melhor a Revelação divina, numa determinada época da história.

### Magistério da Igreja e desenvolvimento da doutrina

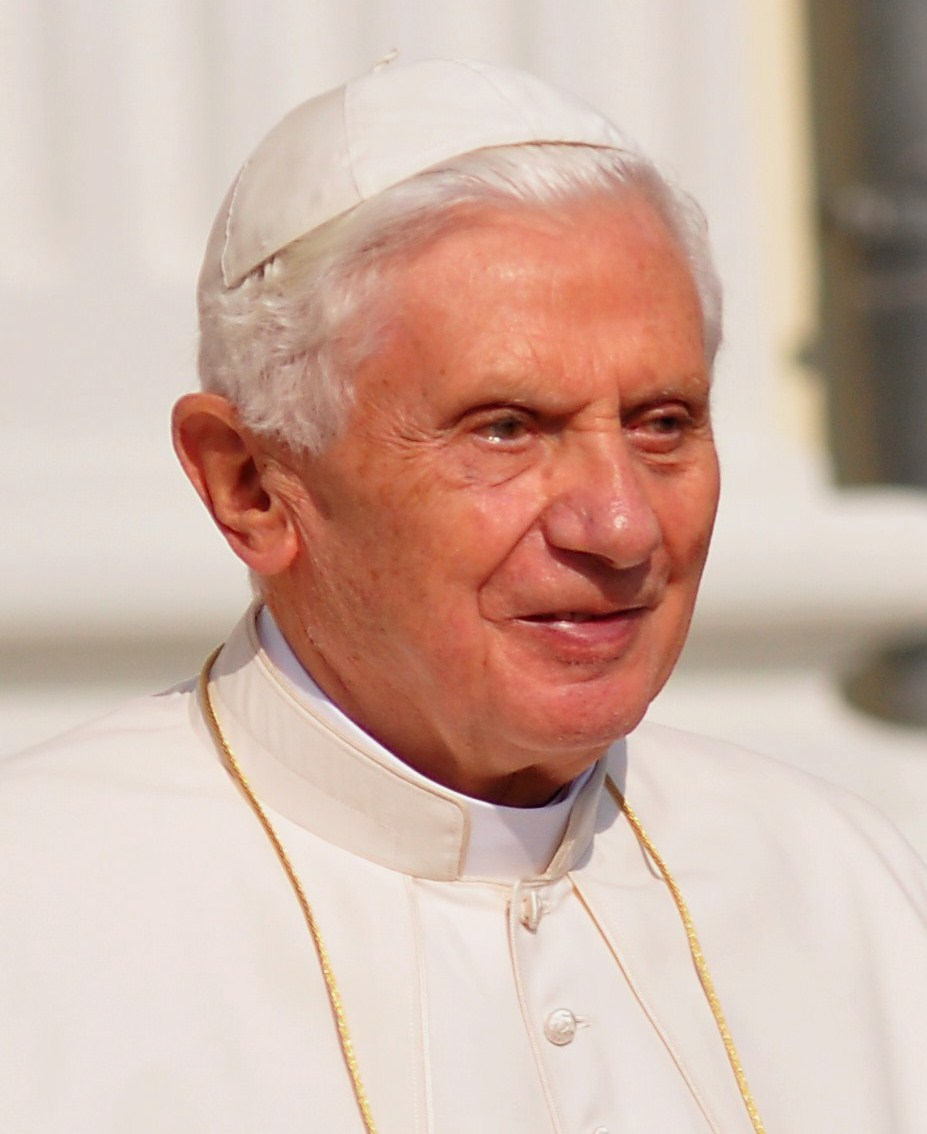
O Papa Bento XVI (2005–2013), um dos maiores teólogos cristãos

A Tradição, seja ela oral ou escrita, é interpretada e aprofundada progressivamente pelo Magistério da Igreja Católica, que deve ser obedecido e seguido pelos católicos. Isto porque a função do Magistério é de guardar, interpretar, transmitir e ensinar a Tradição, que é própria da autoridade da Igreja, mas mais concretamente do Papa e dos bispos unidos ao Papa. Ao acreditar que as Tradições oral e escrita "devem ser recebidas e veneradas com igual espírito de piedade e reverência", a Igreja defende que as suas verdades de fé não estão só contidas na Bíblia e que a própria Bíblia só pode ser verdadeiramente interpretada e vivida no seio da Igreja Católica. Aliás, foi com base na sua interpretação que a Igreja escolheu os livros pertencentes ao cânon bíblico.
A Igreja acredita que, "apesar de a Revelação já estar completa, ainda não está plenamente explicitada. E está reservado à fé cristã apreender gradualmente todo o seu alcance, no decorrer dos séculos." Por isso, a Igreja admite o desenvolvimento progressivo da sua doutrina, resultante da sua interpretação gradual da Revelação divina (ou "crescimento na inteligência da fé"), que se acredita ser orientada pela graça do Espírito Santo. Mas, este desenvolvimento doutrinal não muda nem acrescenta nada à matéria da própria Revelação, que é inalterável. Por outras palavras, o Magistério da Igreja, ao meditar e estudar a Revelação imutável, aperceber-se-ia gradualmente de certas realidades que antes não tinha compreendido totalmente.
O processo do desenvolvimento da doutrina, que necessita de ser sempre contínuo e fiel à Tradição, implica a definição gradual de dogmas, que, uma vez proclamados solenemente, são imutáveis e eternos. Mas, isso "não quer dizer que tais verdades só tardiamente tenham sido reveladas, mas que se tornaram mais claras e úteis para a Igreja na sua progressão na fé."

### Dogmas, verdades de fé e hipóteses
Existe uma hierarquia que divide e classifica as várias verdades de fé professadas pela Igreja Católica, já que a sua relação com o "fundamento da fé cristã" é diferente. Esta hierarquia diz respeito apenas à importância e interligação das verdades de fé, já que todas elas devem ser acreditadas pelos católicos.
Desse modo, existem os dogmas, que são as verdades de fé infalíveis e imutáveis que constituem a base da doutrina católica. Os dogmas são definidos e proclamados solenemente pelo Supremo Magistério (Papa ou Concílio Ecuménico com o Papa) como sendo verdades definitivas, porque eles estão contidos na Revelação divina ou têm com ela uma conexão necessária. Uma vez proclamado solenemente, nenhum dogma pode ser alterado ou negado, nem mesmo pelo Papa ou por decisão conciliar. Por isso, o católico é obrigado a aderir, aceitar e acreditar nos dogmas de uma maneira irrevogável.
Além dos dogmas, existem as definições doutrinárias que não estão ainda completamente desenvolvidas, ou que, já completamente desenvolvidas, não foram ainda declarados dogmas, porque o Magistério da Igreja Católica não viu necessidade para tal. Consoante o seu grau de desenvolvimento doutrinal, essas definições podem ser classificadas em:
- verdades de fé, que, mesmo não sendo dogmas, já são objeto de crença e reverência por todos os católicos, podendo ainda sofrer algum desenvolvimento doutrinal posterior e, se necessário, serem eventualmente declarados dogmas;[5]
- verdades próximas à fé, que, embora estejam melhor sedimentadas e estabelecidas do que as hipóteses, ainda faltam algo para se tornarem em verdades de fé;[5]
- hipóteses, que podem ser acreditadas ou não pelos católicos e que permanecem somente como temas de reflexão por parte de teólogos devidamente credenciados pela Santa Sé. Estas hipóteses, formuladas a partir do estudo da Bíblia ou da Tradição, suscitam dúvidas porque não estão expressamente definidas lá.[5]

### Ortodoxia, heterodoxia e heresia
Além da doutrina oficial ou ortodoxa proposta pelo Magistério da Igreja Católica ordinariamente através do munus docendi (dever de ensinar) do bispo em comunhão com o Papa e extraordinariamente através dos Concílios Ecumênicos e definições pontifícias solenes, apareceram ao longo da história várias versões teológicas heterodoxas. Esses desvios do ensino normativo da Igreja podem ser combatidos através da catequese e discussões ou condenados solenemente pela Igreja. Um dos exemplos mais paradigmáticos de versão teológica heterodoxa é a teologia da libertação, de forte inspiração marxista, que foi corrigida pela Instrução Libertatis Nuntius.
As heresias são doutrinas heterodoxas desenvolvidas por baptizados cristãos que negam e duvidam explicitamente de um dogma ou verdade fundamental católica. Qualquer herege, excepto os nascidos e baptizados em comunidades não católicas ou aqueles que caíram em heresia ou cisma antes dos 16 anos, é condenado com a excomunhão latae sententiae e com outras penas canónicas, como a demissão do estado clerical, no caso do herege ser um clérigo. Algumas das principais heresias condenadas pela Igreja foram o gnosticismo (século II), o maniqueísmo (século III), o arianismo (século IV), o pelagianismo (século V), a iconoclastia (século VIII), o catarismo (século XII-XIII), o protestantismo (século XVI), o anglicanismo (século XVI), o jansenismo (séculos XVII-XVIII) e o modernismo (séculos XIX-XX). Hoje, a Igreja considera o relativismo moral e doutrinal como a grande heresia actual.

#### Supressão da heresia: a Inquisição
A Inquisição refere-se a várias instituições criadas para combater e suprimir a heresia no seio da Igreja Católica. A Inquisição medieval foi juridicamente instituída em 1231. A instalação desses tribunais eclesiásticos era comum na Europa a pedido dos poderes régios, nomeadamente em Espanha (1478) e em Portugal (1531/1536), onde ambas dependeram muito do poder civil.
O condenado era muitas vezes responsabilizado por uma "crise da fé", pestes, terremotos e miséria social, sendo entregue às autoridades do Estado para que fosse punido. As penas variavam desde o jejum, multas, pequenas penitências, prisão, confisco de bens, perda de liberdade e tortura até à pena de morte aplicada pelo poder civil, cuja modalidade mais famosa é o auto-de-fé. Apesar disso, ativistas e estudiosos católicos argumentam que a Inquisição papal foi instituída principalmente para impedir e evitar as superstições judiciais (ex: ordália) e os abusos da população ou de governantes seculares, como Frederico II, Sacro Imperador Romano-Germânico, que executava "hereges" por questões políticas.
Nos séculos XV e XVI, influenciados pela Reforma protestante, a Inquisição papal foi reorganizada: em 1542, o Papa Paulo III instituiu a Sagrada Congregação da Inquisição Universal. No século XIX, os tribunais da Inquisição foram suprimidos pelos Estados europeus, mas ainda mantidos pelo Estado Pontifício. Em 1908, sob o Papa Pio X, a instituição foi renomeada Sacra Congregação do Santo Ofício. Em 1965, por ocasião do Concílio Vaticano II, durante o pontificado de Paulo VI, assumiu o seu nome atual de Congregação para a Doutrina da Fé.
Apesar de salientar que seria um anacronismo interpretar a Inquisição fora do contexto social, cultural e religioso que a viu nascer, a Igreja reconheceu recentemente que a Inquisição "é inconcebível para a atual mentalidade e cometeu, para além da crueza própria dos costumes de então, verdadeiros abusos e injustiças (como a condenação dos Templários, de Santa Joana de Arc", entre outros). Actualmente, a Igreja, compreendendo melhor a liberdade de pensamento, prefere utilizar o diálogo e o ecumenismo para combater as heresias e outros desvios à sua doutrina.

## História
As clarificações e novas formulações verificadas na doutrina católica no decorrer do tempo são chamadas pela Igreja Católica de desenvolvimento da doutrina e justificadas pelo fato de que, "apesar de a Revelação já estar completa, ainda não está plenamente explicitada" e, por isso, ao longo da história, a doutrina católica foi sendo enriquecida por novas explicações teológicas, novas definições de dogmas e novos pronunciamentos papais ou conciliares.

### Os sete primeiros concílios

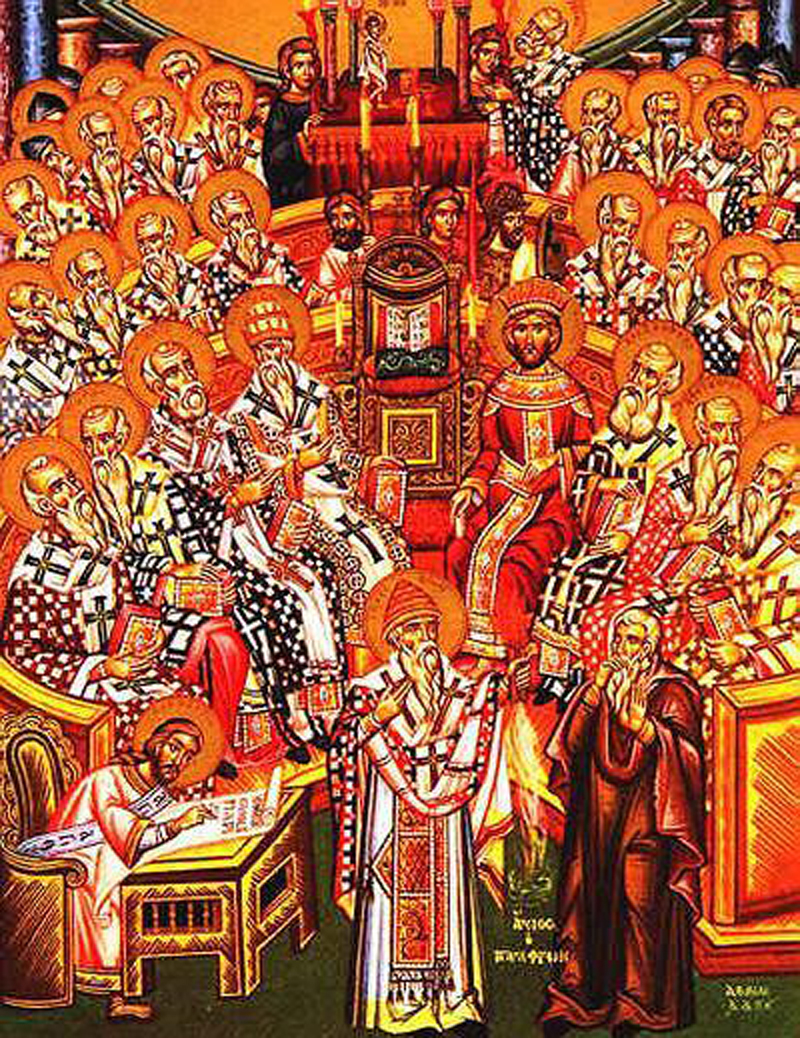
O Primeiro Concílio de Niceia (325).

O Primeiro Concílio de Niceia (325) formulou o Credo Niceno original, que reconhecia as três Pessoas da Trindade (Pai, Filho e Espírito Santo) e ensinava que Jesus, Filho de Deus, era consubstancial a Deus Pai. Ao definir a divindade de Jesus, esse concílio condenou o arianismo. Aliás, um dos dogmas centrais do catolicismo, a Trindade, já era amplamente discutido, reflectido e aceite por muitos cristãos antes do Concílio de Niceia: já em 180 d.C., a palavra Trindade era usada por Teófilo de Antioquia. Mas, antes disso, esta doutrina peculiar já aparecia com grande frequência no âmbito da práxis baptismal (veja-se "Didaquê" 7, 1; e Justino, "Apologia" 1, 61, 13) e eucarística (veja-se Justino, "Apologia" 1, 65-67; e Hipólito, "Tradição Apostólica" 4-13). A fórmula trinitária (Pai, Filho e Espírito Santo) já aparecia também em várias cartas e escritos cristãos (veja-se Inácio de Antioquia, "Carta aos Efésios", 9, 1; 18, 2; e na "Primeira Carta de Clemente Romano" 42; 46, 6). No século III, Tertuliano, Orígenes e Gregório Taumaturgo reflectiram com grande profundidade sobre este dogma católico.
O Primeiro Concílio de Constantinopla (381) definiu que a divindade do Espírito Santo é a mesma do Pai e do Filho. O concílio também formulou o Credo niceno-constantinopolitano, que passou a constar de mais informações do que estava no Credo Niceno sobre a natureza do Espírito Santo, sobre Jesus e sobre outros dogmas importantes. Esse concílio condenou o macedonianismo, o apolinarianismo e, mais uma vez, o arianismo.
Em 431, o Concílio de Éfeso proclamou a Virgem Maria como a Mãe de Deus (em grego: Theotokos), em oposição a Nestório, que defendia que Maria só devia ser chamada de Mãe de Cristo, porque ela era apenas a mãe da natureza humana de Cristo e não da sua natureza divina. Nestório defendia que essas duas naturezas eram distintas e separadas, algo que o concílio condenou. Além do nestorianismo, o concílio condenou ainda o pelagianismo, que entrava em oposição com a doutrina do pecado original e da graça desenvolvida por Santo Agostinho, no século V.
Santo Agostinho, bispo de Hipona, é considerado um dos Padres da Igreja. Esses teólogos, que viveram entre o século II e o século VII, foram responsáveis, de certa forma, pela fixação e sistematização da Tradição. Por exemplo, ao combater as heresias do seu tempo, eles ajudaram a clarificar e consolidar os principais conceitos da fé (ex.: primazia papal, Trindade, natureza de Cristo, natureza da Igreja, graça, cânon bíblico, salvação, pecado, etc.). Também ajudaram a desenvolver a liturgia, a oração, a espiritualidade e as instituições da Igreja. Por isso, o pensamento e a vida dos Padres da Igreja são ainda hoje uma base fundamental da construção teológica e da espiritualidade católica.
Em 451, o Concílio de Calcedónia definiu que subsistem na única pessoa (prosopon) de Jesus Cristo duas naturezas (divina e humana) unidas (physis): "Jesus é perfeito em divindade e perfeito em humanidade, verdadeiramente Deus e verdadeiramente homem, composto de uma alma racional e de um corpo, consubstancial ao Pai segundo a divindade, consubstancial a nós segundo a humanidade". Por isso, o concílio condenou o monofisismo de Eutiques, que defendia que Jesus tinha apenas uma natureza, sendo a natureza humana tão unida à natureza divina que foi absorvida pela última. Além disso, o concílio condenou também a simonia.
O Terceiro Concílio de Constantinopla (680-681) condenou o monotelismo e reafirmou que Cristo, sendo Deus e homem, tinha as vontades humana e divina. O Segundo Concílio de Niceia (787) definiu a validade da veneração de imagens santas, condenando assim a iconoclastia.

### Idade Média

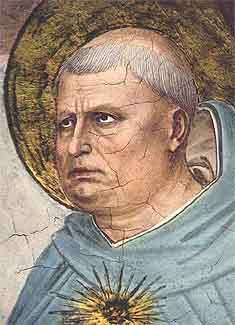
São Tomás de Aquino afirmou que a fé e a razão podem ser conciliadas, "porque provêm ambas de Deus", sendo a razão um meio de entender a fé.

O Quarto Concílio de Latrão (1215) oficializou uma antiga tradição em que cada católico tinha que receber, pelo menos uma vez por ano, na Páscoa, a confissão e a Eucaristia (ver os cinco mandamentos ou preceitos da Igreja Católica). Esse concílio defendeu também o celibato clerical, a doutrina da transubstanciação e condenou ainda os albigenses.
No século XIII, São Tomás de Aquino, doutor da Igreja e autor da Suma Teológica, adaptou a filosofia de Aristóteles ao pensamento cristão da época. Ele é considerado o mais alto representante da escolástica, que é um sistema, movimento e método que procurou reafirmar que a fé supera mas não contradiz a razão. Aliando sempre a filosofia e a teologia, as reflexões e debates escolásticos baseavam-se na leitura da Bíblia e dos escritos dos Padres da Igreja e de vários filósofos.
O Concílio de Constança (1414-1418) condenou as heresias de John Wycliffe e de Jan Hus, que eram dois famosos precursores da Reforma Protestante. O Quinto Concílio de Latrão (1512-1517) definiu a imortalidade da alma.

#### Questão do celibato
O Primeiro Concílio de Latrão (1123) e o Segundo Concílio de Latrão (1139) condenaram e invalidaram o concubinato e os casamentos de clérigos, impondo assim o celibato clerical. Mas, é preciso salientar que o celibato obrigatório já foi decretado pelo Concílio de Elvira (295-302). Porém, como era apenas um concílio regional espanhol, as suas decisões não foram cumpridas por toda a Igreja. Outro passo importante na implementação do celibato foi dado no Primeiro Concílio de Niceia (323), que decretou que "todos os membros do clero estavam proibidos de morar com qualquer mulher, com exceção da mãe, irmã ou tia" (III cânon). No final do século IV, a Igreja Latina promulgou várias leis a favor do celibato, que foram geralmente bem aceites no Ocidente, no pontificado de São Leão Magno (440-461). O Concílio de Calcedónia (451) proibiu o casamento de monges e virgens consagradas (XVI cânon).
Porém, apesar disso, houve vários avanços e recuos na aplicação dessa prática eclesiástica, chegando até mesmo a haver alguns Papas que eram casados antes de receber as ordens sagradas, como por exemplo o Papa Adriano II (867-872). No século XI, vários Papas, especialmente Leão IX (1049-1054) e Gregório VII (1073-1085), esforçaram-se novamente por aplicar com maior rigor as leis do celibato, devido à crescente degradação moral do clero. O celibato clerical voltou a ser defendido pelo Quarto Concílio de Latrão (1215) e pelo Concílio de Trento (1545-1563).
Atualmente, as leis do celibato aplicam-se somente aos sacerdotes da Igreja Latina, ficando de fora as Igrejas Católicas Orientais e os ordinariatos pessoais para anglicanos, que admitem padres casados, mas os seus bispos são celibatários.

### Do Concílio de Trento até agora

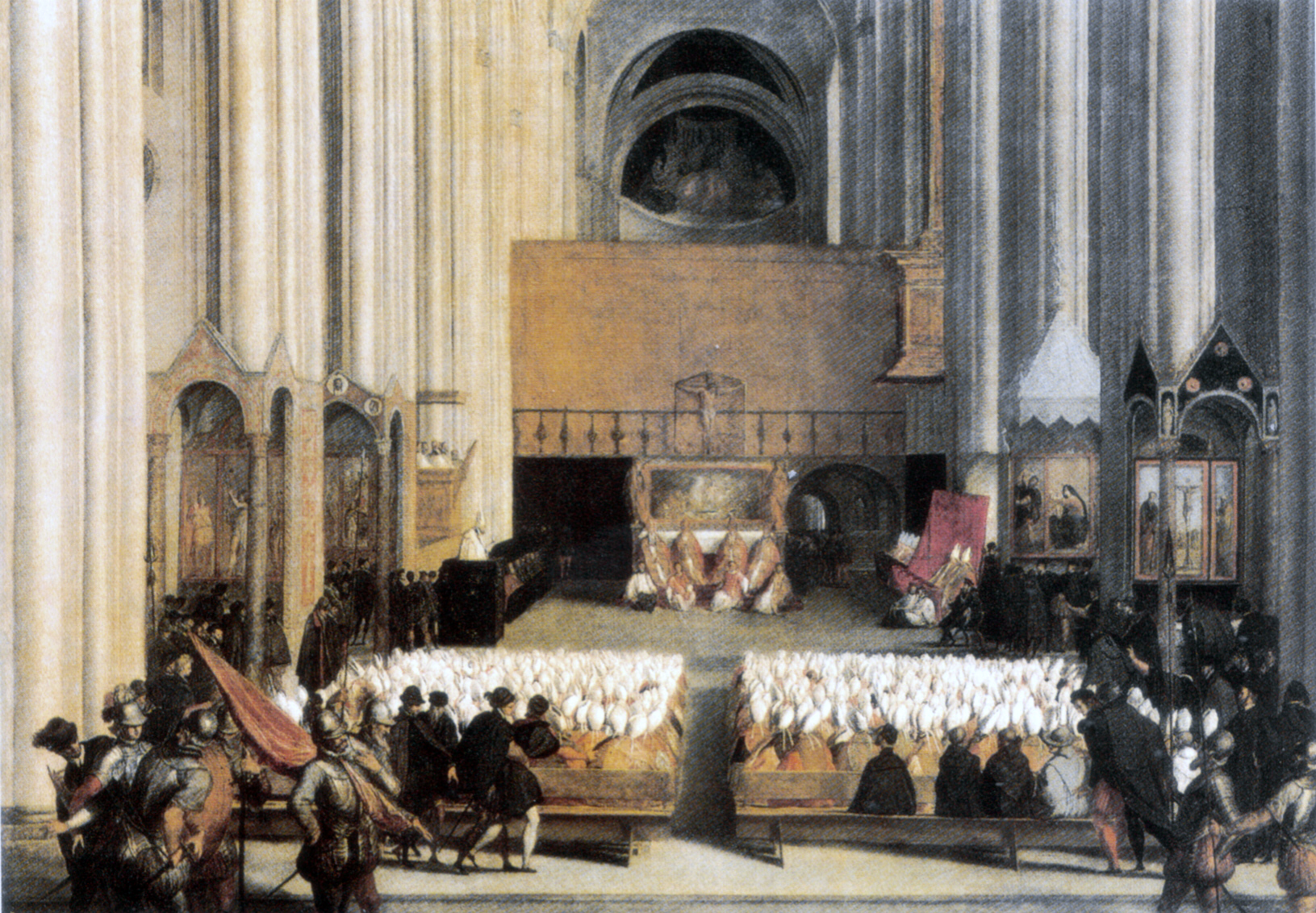
O Concílio de Trento (1545 - 1563) lutou contra a Reforma Protestante, que foi, a par do Grande Cisma do Oriente, uma das maiores cisões que a Igreja Católica alguma vez enfrentou.

No século XVI, devido à Reforma Protestante, o Concílio de Trento (1545-1563) foi convocado para reformar a disciplina eclesiástica e consolidar as principais verdades de fé católicas. Esse concílio reafirmou, clarificou e definiu a presença real de Cristo na Eucaristia, a doutrina dos sete sacramentos (sendo cada um deles amplamente debatido e definido), a doutrina da graça e do pecado original, a justificação, o celibato clerical, a hierarquia católica, a Tradição, o cânon bíblico (reafirmou como autêntica a Vulgata), as indulgências, a natureza da Igreja, o valor e a importância da missa, a liturgia (a missa tridentina) e o culto dos santos, das relíquias e das imagens. O concílio promoveu também a publicação do Index Librorum Prohibitorum. O Concílio de Trento foi o concílio ecuménico que durou mais tempo, emitiu o maior número de decretos dogmáticos e reformas e produziu os resultados mais duradouros sobre a fé e a disciplina da Igreja.
Ao longo dos séculos XVII e XVIII, os jesuítas e os jansenistas confrontaram-se com polémicas acerca do papel da graça, da liberdade humana e da participação do homem na sua própria salvação. Por fim, os jansenistas foram condenados como heréticos. Em 1854, o Papa Pio IX proclamou como dogma a Imaculada Conceição de Maria. O Concílio Vaticano I (1869-1870) proclamou ainda como dogma a Infalibilidade papal. Em 1891, o Papa Leão XIII publicou a encíclica Rerum Novarum, marcando assim o início da sistematização da Doutrina Social da Igreja. Nos finais do século XIX e inícios do século XX, apareceu a heresia do modernismo, que foi condenada pelo Papa São Pio X.
Em 1950, o Papa Pio XII proclamou como dogma a Assunção de Maria ao Céu, em corpo e alma. Entre 1962 e 1965, o Concílio Vaticano II, idealizado pelo Papa João XXIII, impulsionou o aggiornamento (atualização) da Igreja, tratando por isso de vários temas distintos, tais como a reforma da liturgia, a constituição e pastoral da Igreja (que passou a ser alicerçada na igual dignidade de todos os fiéis), a relação entre a Revelação divina e a Tradição, a defesa da liberdade religiosa, o empenho no ecumenismo e a defesa do apostolado dos leigos. Esse concílio não proclamou nenhum dogma, mas as suas orientações doutrinais e pastorais são de extrema importância para a ação da Igreja no mundo moderno. Em 1968, o Papa Paulo VI publicou a encíclica Humanae Vitae, que tratava de vários assuntos relacionados com o valor da vida, a procriação e a contracepção.

## Doutrina e o conhecimento científico
O Magistério da Igreja Católica defende que a Bíblia deve ser interpretada de acordo com a "intenção dos autores sagrados", os costumes, os géneros literários e os conhecimentos científicos da época. Esse modo de interpretar não é algo de novo: já Santo Agostinho afirmava no século V que a Bíblia deveria ser interpretada de modo a harmonizá-la com os conhecimentos científicos disponíveis em cada época. Nesse caso, a Bíblia e a Tradição seriam portadoras de verdade teológica, mas que não possuiriam necessariamente verdade histórica ou científica. A Igreja identificou quatro sentidos da Bíblia: "o sentido literal e o sentido espiritual, subdividindo-se este último em sentido alegórico, moral e anagógico". Logo, as interpretações exclusivamente literais (ou literalistas) são oficialmente abandonadas, muito embora ainda permaneçam certos setores mais fundamentalistas que não o aceitam por inteiro.
A Igreja Católica, defendendo o pensamento de Santo Agostinho e de São Tomás de Aquino, afirma que, "embora a fé supere a razão, não poderá nunca existir contradição entre a fé e a ciência porque ambas têm origem em Deus." Logo, a Igreja aceita as várias descobertas científicas modernas. Por exemplo, nunca condenou as teorias do Big Bang (que foi formulada pelo padre belga Georges Lemaître) e da evolução (com a constante intervenção divina), defendendo que são compatíveis com a crença da criação divina do mundo.
Potenciais conflitos entre a fé católica e a ciência podem surgir em questões relacionadas com a infalibilidade bíblica e a autenticidade da Tradição revelada; com a negação da existência de Deus e da alma (e da sua imortalidade); com os momentos exatos do princípio e do fim da vida humana; e com as implicações éticas da clonagem, da contracepção ou fertilização artificiais, da manipulação genética e do uso de células-tronco embrionárias na investigação científica.

### O caso de Galileu

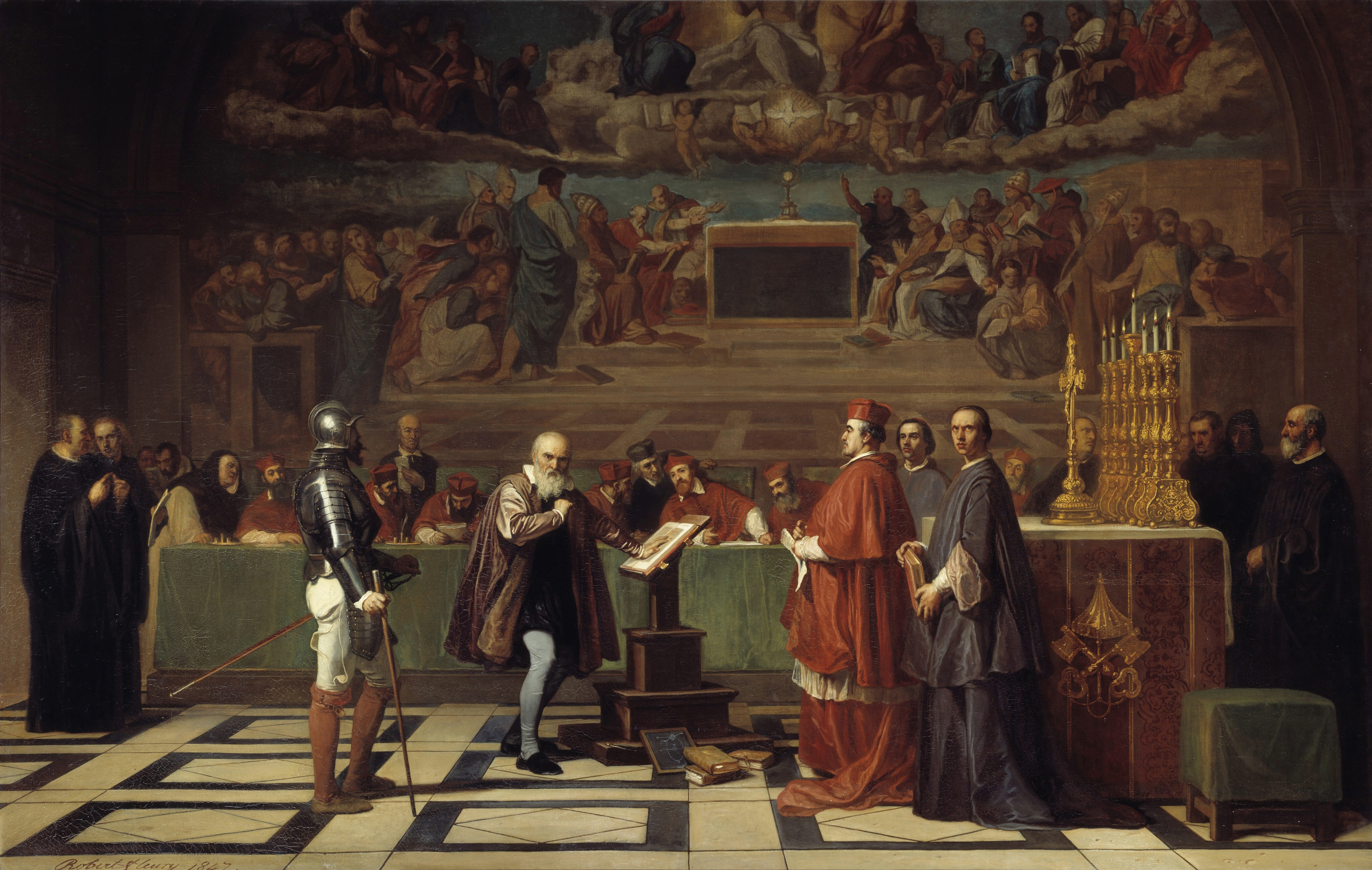
Galileu Galilei a ser julgado pela Inquisição.

Um célebre caso que pode ser considerado um conflito entre a ciência e a Igreja Católica foi a questão de Galileu Galilei, mas historiadores e cientistas modernos  vêem o caso como algo mais complexo do que apenas um confronto entre ciência e religião.
Apesar das suas provas experimentais e teóricas não serem totalmente conclusivas, Galileu nunca abandonou as suas ideias e chegou mesmo a reinterpretar e usar várias passagens bíblicas para defender a veracidade do heliocentrismo. Num período histórico marcado pela Reforma Protestante, o fato de ele ter reinterpretado a Bíblia tornou-o ainda mais suspeito. Em 1633, Galileu acabou por ser julgado pela Inquisição e sentenciado a prisão domiciliária.
Em 1758, a Igreja Católica retirou as obras heliocêntricas do Index Librorum Prohibitorum. Em 1979, o Papa João Paulo II lamentou os sofrimentos de Galileu causados por católicos e organismos eclesiásticos. E, mais uma vez, ele defendeu que as duas verdades, de fé e de ciência, nunca podem contradizer-se, acabando por citar também uma afirmação do próprio Galileu: "procedendo igualmente do verbo divino, a escritura santa e a natureza, a primeira como ditada pelo Espírito Santo, a segunda como executora fidelíssima das ordens de Deus." No ano 2000, o Papa João Paulo II emitiu finalmente um pedido formal de desculpas por todos os erros cometidos por alguns católicos nos últimos 2.000 anos de história da Igreja Católica, incluindo o julgamento de Galileu Galilei pela Inquisição.

## Deus e a Trindade

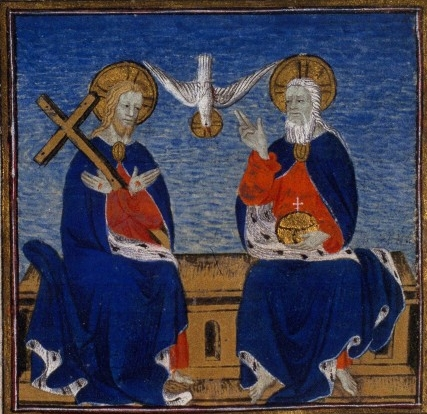
Iluminura medieval com a representação clássica da Trindade, sendo o homem mais velho o Pai, o mais novo (com uma cruz) o Filho e a pomba o Espírito Santo.

A Igreja Católica, como parte do Cristianismo, acredita no monoteísmo, que é a crença na existência de um único Deus. Para os católicos, Deus é o criador de todas as coisas e consegue intervir na História, sendo alguns dos seus atributos divinos mais importantes a onipotência, a onipresença e onisciência. Além desses atributos, Deus também é fortemente referido no Novo Testamento como sendo a própria Verdade e o próprio Amor: Deus ama, perdoa e quer salvar todas as pessoas e estas podem estabelecer uma relação pessoal e filial com ele através da oração.
Mas os católicos acreditam também na Trindade, isto é, que Deus é um ser uno mas simultaneamente trino, constituído por três pessoas indivisíveis: o Pai, o Filho e o Espírito Santo, que estabelecem entre si uma comunhão perfeita de amor. Para a Igreja, esse dogma central não viola o monoteísmo. Essas três pessoas eternas, apesar de possuirem a mesma natureza, "são realmente distintas, pelas relações que as referenciam umas às outras: o Pai gera o Filho, o Filho é gerado pelo Pai, o Espírito Santo procede do Pai e do Filho; porém todos sempre existiram, não existindo assim uma hierarquia" entre os três.

### Deus Pai: criador do mundo

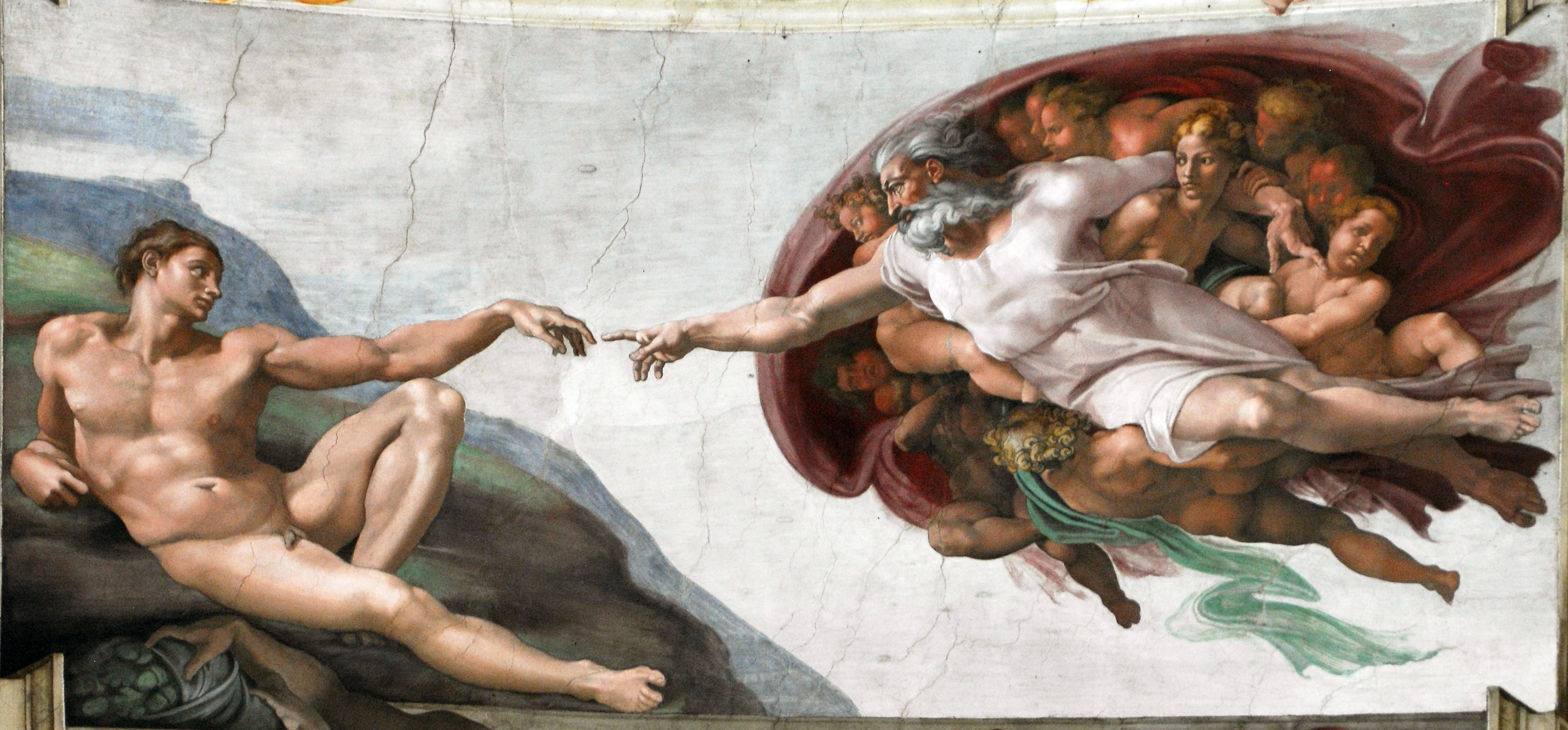
Este fresco retrata a criação de Adão (lado esquerdo) por Deus (lado direito).

Deus Pai, a primeira pessoa da Trindade, é considerado pela Igreja o pai perfeito porque, segundo ela, Ele amou e nunca abandonou os homens, os seus filhos adotivos, querendo sempre salvá-los e perdoando-os infinitamente, desde que eles se arrependam de um modo sincero. Ele não foi criado nem gerado e é considerado "o princípio e o fim, princípio sem princípio" da vida, estando por isso mais associado à criação do mundo. Mas isso não quer dizer que as outras duas pessoas da Trindade não participassem também nesse importante ato divino. O Credo niceno-constantinopolitano faz referência a Deus Pai:
Creio em um só Deus, Pai todo-poderoso,
Criador do Céu e da Terra,
De todas as coisas visíveis e invisíveis.

#### Criação do mundo e anjos

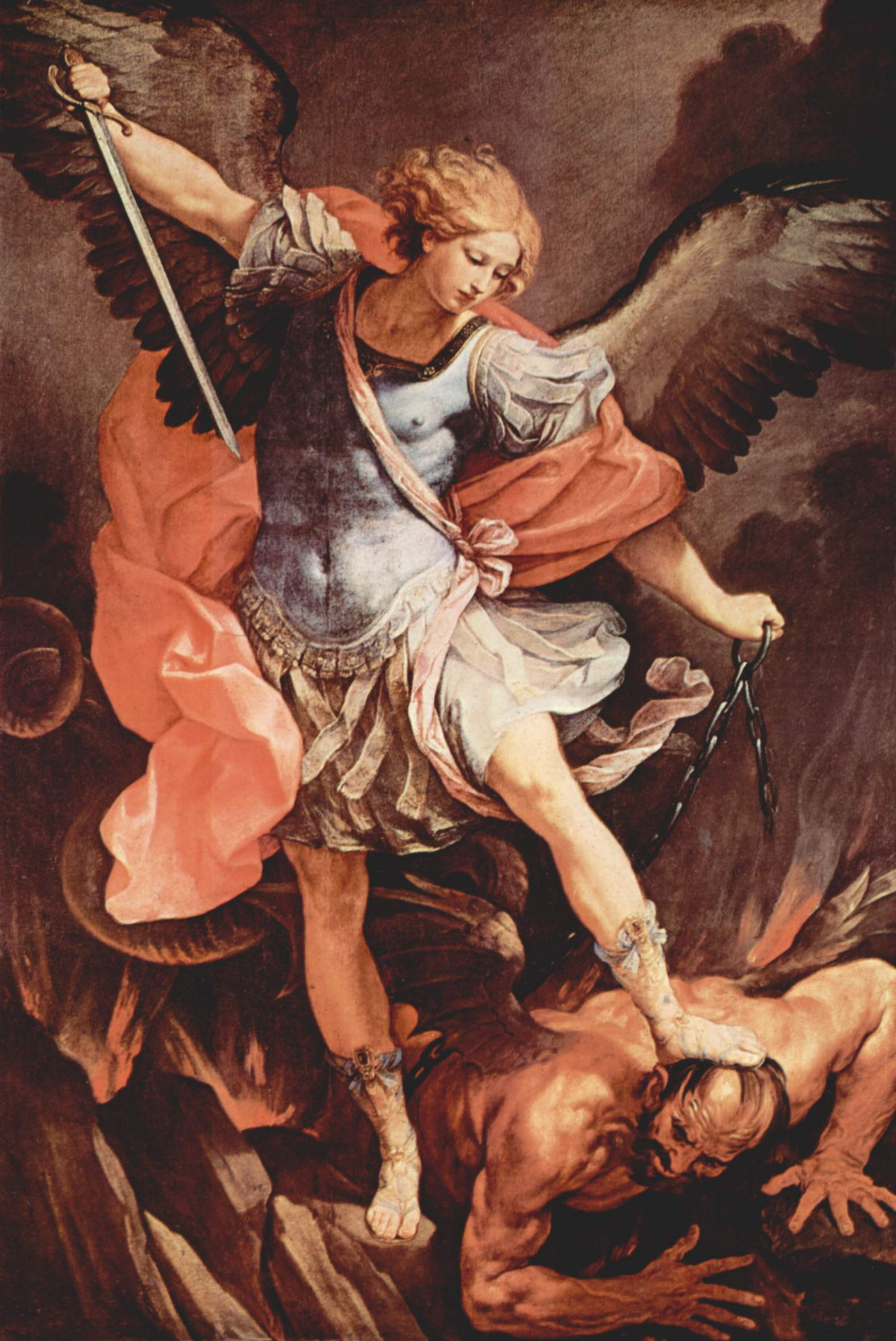
Arcanjo São Miguel derrotando Satanás.

A Igreja afirma que o mundo, ordenado e amado por Deus, é bom e foi criado a partir do nada, para que Deus possa manifestar e comunicar a sua bondade, beleza, verdade e amor. A obra da criação culmina na obra ainda maior da salvação, por isso o fim último da criação, nomeadamente da humanidade, é que Deus, em Cristo, "seja tudo em todos" (1 Cor 15,28), no seu eterno reino.
Acredita-se que para além dos seres materiais, a criação é constituída também por anjos, que são seres pessoais puramente espirituais, invisíveis, incorpóreos, imortais e inteligentes. Eles servem e obedecem à vontade de Deus. Segundo São Basílio Magno, "cada fiel tem ao seu lado um anjo como protetor e pastor, para o conduzir à vida", sendo esses protetores chamados de anjos da Guarda.
Segundo a doutrina católica, o Génesis, ao narrar que o mundo foi criado em seis dias por Deus, quer acima de tudo revelar à humanidade o valor dos seres criados e a sua finalidade de louvor e serviço a Deus, dando particular destaque ao valor do homem, que é o vértice da criação visível. Logo, a Igreja Católica, corroborando com a ideia de Santo Agostinho, admite fortemente a possibilidade de o mundo não ter sido criado literalmente em apenas seis dias.

#### Demónios e mal

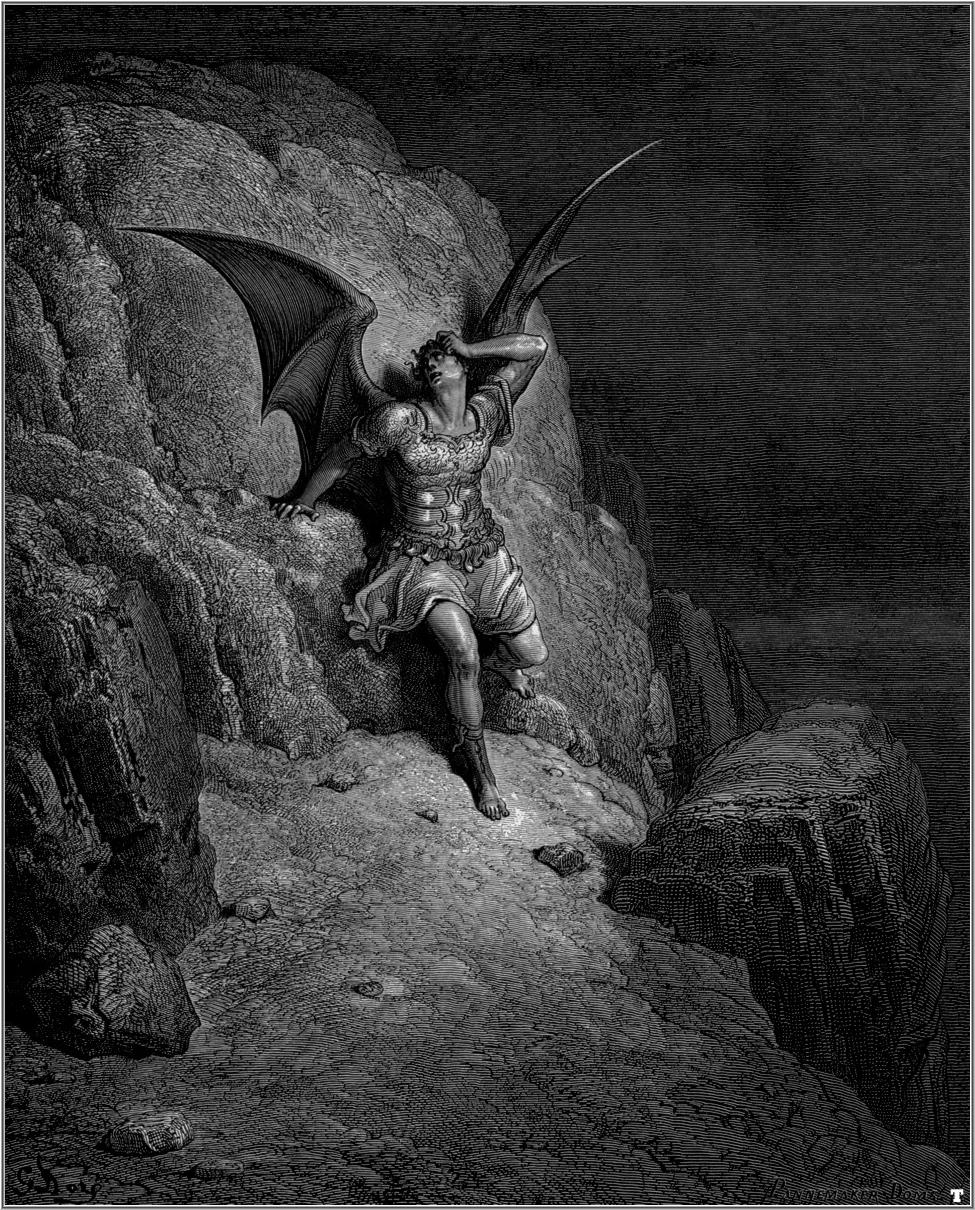
Satanás, a maior personificação do mal e da eterna perdição

A Igreja Católica afirma que no princípio do mundo, ocorreu a queda dos anjos, que foi uma rebelião de um grupo de anjos, liderado por Satanás. Eles, sendo criados bons por Deus, transformaram-se em demónios, porque recusaram livremente Deus e o seu reino, originando assim o Inferno. Eles, que são a personificação real do Mal, procuram associar o homem à sua rebelião, mas os católicos acreditam que Deus afirmou em Cristo a sua vitória absoluta sobre o mal, que se irá realizar plenamente no fim dos tempos, quando o mal acabará por desaparecer.
A Igreja ensina que o mal "é uma certa falta, limitação ou distorção do bem" e é ainda a causa do sofrimento humano, que está intimamente relacionado com a liberdade humana. Os católicos professam que a existência do mal é um grande mistério, mas eles têm a certeza de que Deus, sendo bom e omnipotente, não pode nunca ser a causa e a origem do mal. Eles têm fé de que Deus "não permitiria o mal se do próprio mal não extraísse o bem." O exemplo mais marcante disso seria a morte de Jesus, que, sendo o maior mal moral, trouxe a salvação para a humanidade.

#### Homem, a sua queda e o Pecado original

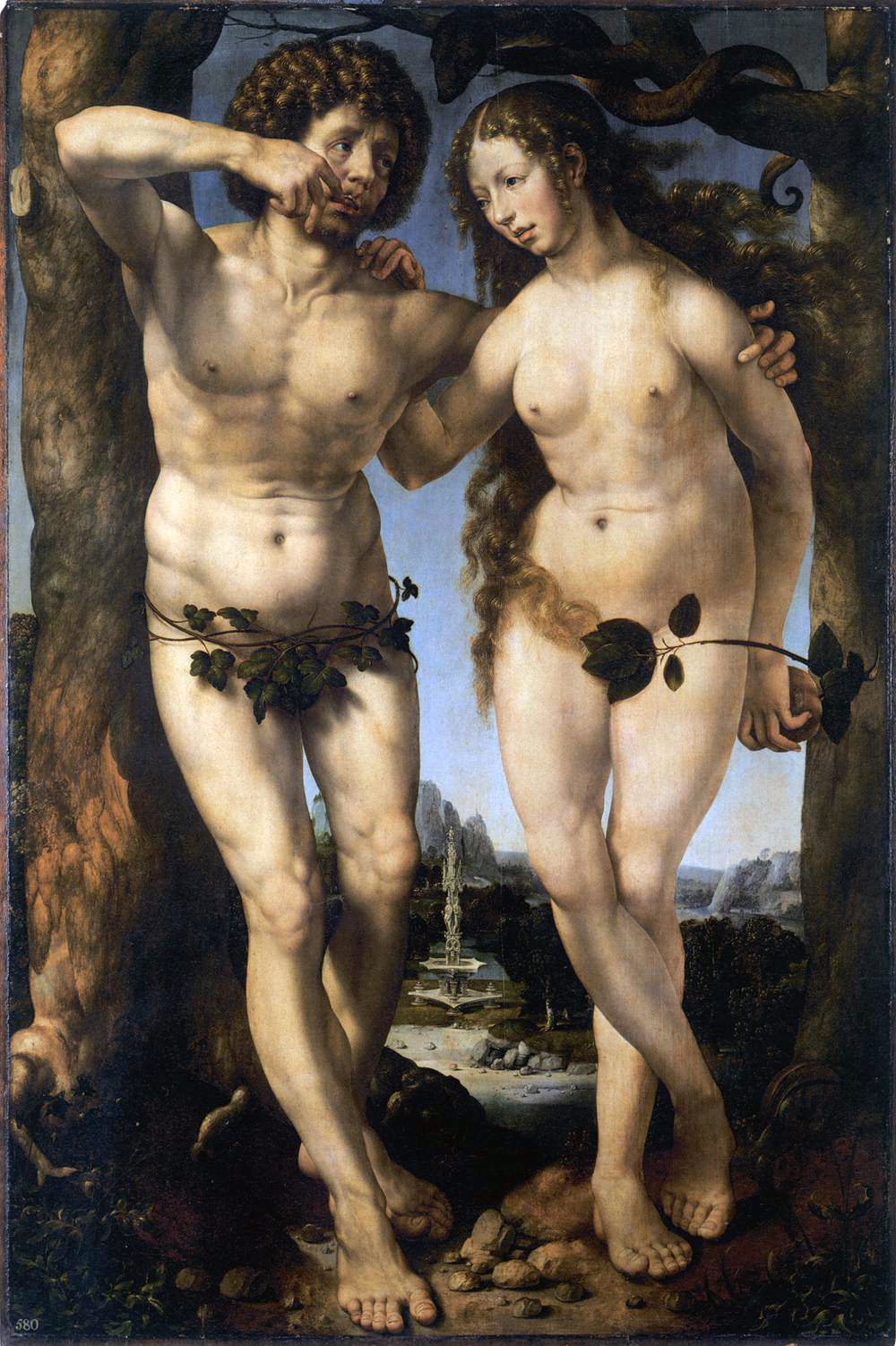
Adão e Eva, o primeiro casal humano da Terra.

A Bíblia expressa que o homem foi o único ser criado à imagem e semelhança de Deus e, por isso, não é um objecto, mas sim uma pessoa com dignidade humana e "capaz de se conhecer a si mesmo, de se dar livremente e de entrar em comunhão com Deus e com as outras pessoas", sendo por isso chamado à santidade e à felicidade. Segundo o Gênesis, todo o gênero humano é descendente de Adão e Eva. Ambos possuem uma igual dignidade e, ao mesmo tempo, vivem numa "complementaridade recíproca enquanto masculino e feminino". Logo, são chamados a formarem um matrimónio indissolúvel de "uma só carne" (Gn 2, 24), a transmitirem a vida humana e a administrarem a Terra, daí a grande responsabilidade do homem no plano de Deus.
Na perspectiva católica, o homem possui um corpo mortal mas uma alma imortal, que é criada diretamente por Deus. Por isso, depois da morte, a alma voltará a unir-se ao corpo, mas somente no momento da ressurreição final. Segundo o projeto inicial de Deus, os homens não sofrem nem morrem. Mas, Adão e Eva, como eram livres e por isso sucumbiram à tentação do Diabo, comeram o fruto proibido, desobedecendo assim a Deus e querendo tornar-se "como Deus, sem Deus e não segundo Deus" (Gn 3, 5). Assim, eles perderam a sua santidade original e cometeram o seu primeiro pecado, dando origem ao pecado original (veja a subsecção Pecado).
Além disso, eles espalharam o pecado original a todos os homens, que são seus descendentes, fazendo com que todos passassem a morrer, a terem tendência para pecar, a sofrerem e a serem ignorantes. Mas, os católicos acreditam que Deus não abandonou o homem ao poder da morte e, por isso, pré-anunciou misteriosamente que o mal seria vencido. Isto constituiu o primeiro anúncio da vinda de Jesus, que, entre outras coisas, instituiu o batismo para a remissão do pecado original e de outros pecados.

### Deus Filho: Jesus Cristo, o Salvador

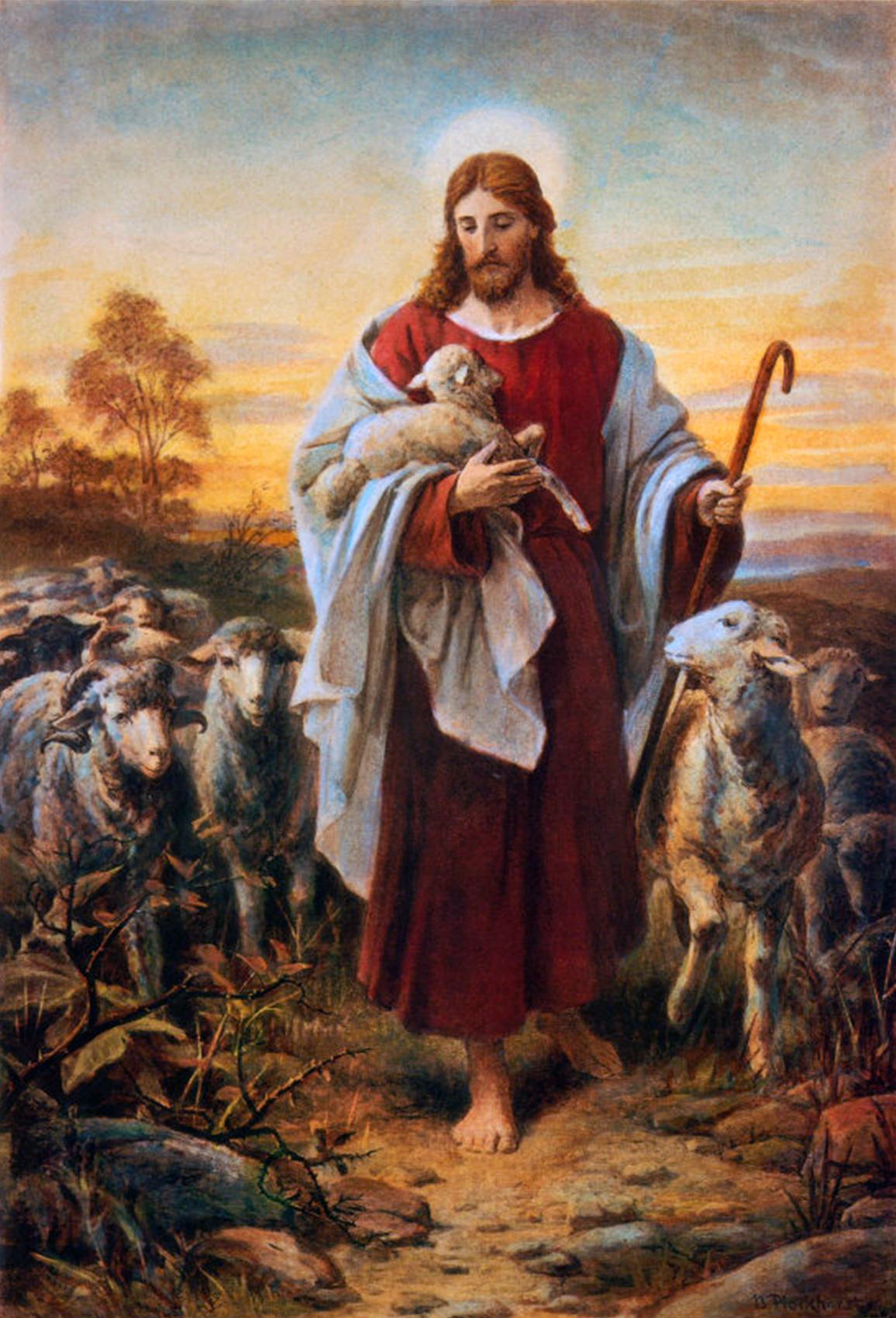
Jesus é muitas vezes caracterizado como o Bom Pastor, que cuida das suas ovelhas até ao ponto de dar a sua vida por elas.

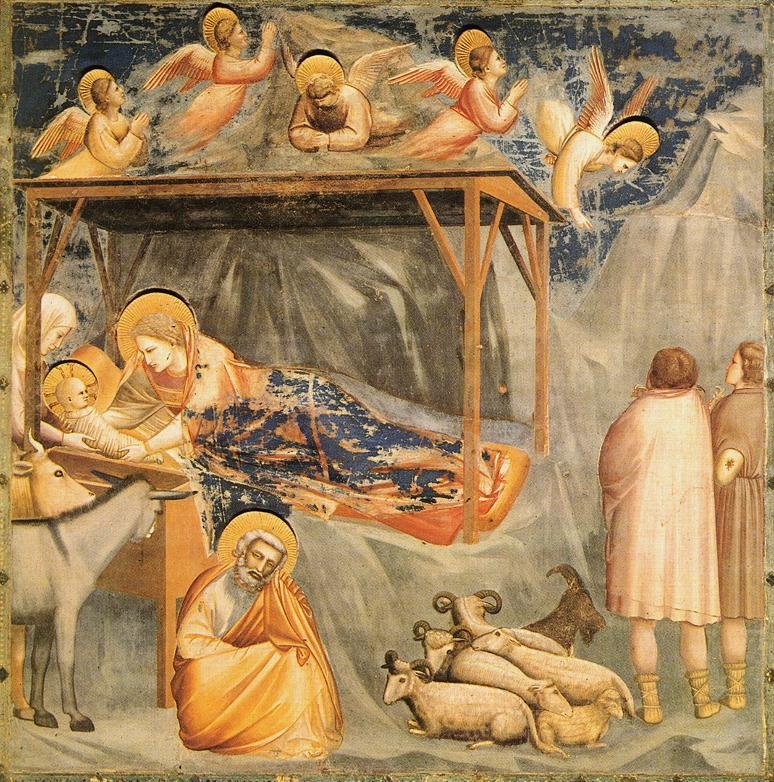
Jesus, recém-nascido num estábulo, é adorado pelos pastores, que eram pessoas pobres e humildes.

Jesus Cristo é a figura central do Cristianismo, porque, por vontade de Deus Pai, ele encarnou-se (veio à Terra) para anunciar a salvação e as bem-aventuranças à humanidade inteira, "ou seja: para reconciliar a nós pecadores com Deus; para nos fazer conhecer o seu amor infinito; para ser o nosso modelo de santidade; para nos tornar participantes da natureza divina (2 Ped 1, 4);" e para anunciar o Reino de Deus. Santo Atanásio, um famoso Padre da Igreja e Doutor da Igreja, afirmou que Jesus, "o Filho de Deus, se fez homem para nos fazer Deus", ou seja, para nos tornarmos santos como Deus.
Jesus (do hebraico, Yeshua), que significa "Deus salva", é o Messias ou o Cristo. Mais especificamente, ele é consagrado por Deus Pai e ungido pelo Espírito Santo para a sua missão salvífica: ele, "descido do céu" (Jo 3,13), foi crucificado e depois ressuscitado, e é o servo sofredor que "dá a sua vida em resgate pela multidão" (Mateus 20:28). O Credo niceno-constantinopolitano faz referência a Jesus Cristo:
Creio em um só Senhor, Jesus Cristo,
Filho Unigénito de Deus,
nascido do Pai antes de todos os séculos:
Deus de Deus, luz da luz,
Deus verdadeiro de Deus verdadeiro;
gerado, não criado, consubstancial ao Pai.
Por Ele todas as coisas foram feitas.
E por nós, homens, e para nossa salvação
desceu dos Céus.
E encarnou pelo Espírito Santo,
no seio da Virgem Maria.
e se fez homem.
Também por nós foi crucificado sob Pôncio Pilatos;
padeceu e foi sepultado.
Ressuscitou ao terceiro dia,
conforme as Escrituras;
e subiu aos Céus, onde está sentado à direita do Pai.
De novo há-de vir em sua glória
para julgar os vivos e os mortos;
e o seu Reino não terá fim.

#### Natureza de Jesus e o seu nascimento
A cristologia católica ensina que Jesus Cristo é a encarnação do Verbo, verdadeiro Deus e verdadeiro homem, Salvador e Bom Pastor da Humanidade. Ele é também o "Filho Unigénito de Deus" (1 Jo 2, 23), a segunda pessoa da Trindade, porque, no momento do Batismo e da Transfiguração, a voz do Pai designa Jesus como seu Filho predilecto. Aliás, Jesus apresenta-se a si mesmo como o Filho que "conhece o Pai" (Mt 11,27). Por isso, ele é o único e verdadeiro Sumo Sacerdote e mediador entre os homens e Deus Pai, chegando a afirmar que "Eu sou o Caminho, a Verdade e a Vida. Ninguém vai ao Pai senão por mim" (Jo 14, 6).
Jesus, sendo Deus, rebaixou-se da sua condição divina para ser um homem, tendo aprendido, tal como as outras pessoas, muitas coisas através da sua experiência e inteligência humanas, apesar de conhecer íntima e plenamente os desígnios eternos de Deus e logo participa da infinita sabedoria divina. Segundo a mariologia católica, Jesus foi concebido virginalmente no seio de Maria pelo poder do Espírito Santo. Ele nasceu em Belém, na Palestina, no tempo de Herodes, o Grande e do imperador romano Otávio César Augusto.
Jesus procede de Deus Pai e é eternamente consubstancial a ele. Não foi criado pelo Pai, ou seja, não é uma criatura, mas gerado, porque Deus Filho se encarnou, assumindo assim a sua natureza humana. Jesus é considerado o filho perfeito porque subordinou a sua vontade humana à vontade divina do Pai, que consiste na salvação de toda a humanidade. Por isso, é-lhe atribuída a salvação do mundo.

#### Ministério e ensinamentos

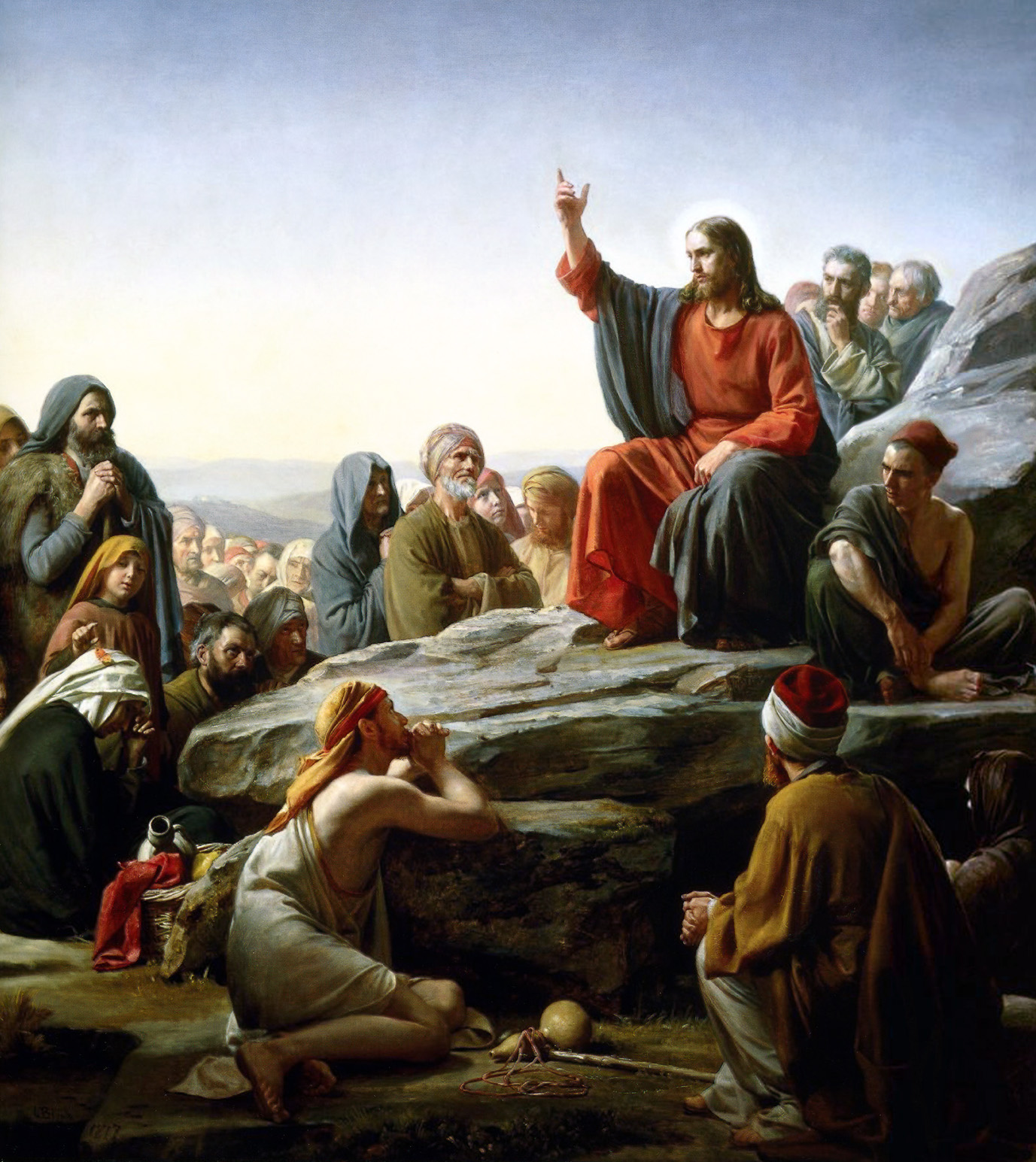
No famoso Sermão da Montanha, Jesus (re)anuncia as Bem-Aventuranças, o Pai Nosso, o Reino de Deus e a regra de ouro.

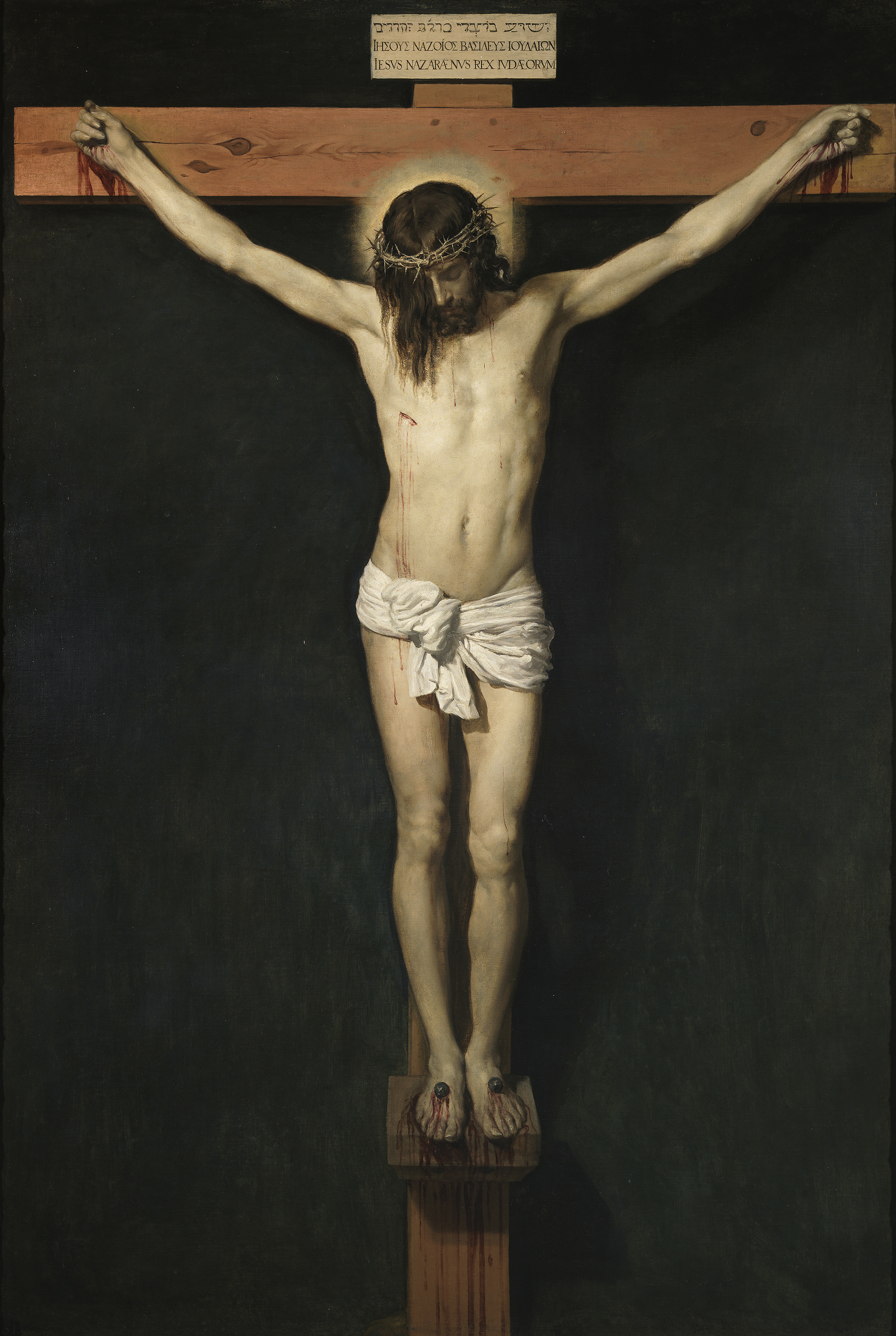
A crucificação e morte de Jesus faz parte da vontade de Deus Pai de salvar os homens, através do supremo sacrifício redentor de Jesus.

Durante o seu ministério, é dito que Jesus fez vários milagres, como andar sobre a água, transformar água em vinho, várias curas, exorcismos e ressuscitação de mortos (como a Ressurreição de Lázaro). Ele esteve em vários lugares de Israel, nomeadamente na Galileia, na Samaria, na Judeia e sobretudo em Jerusalém, logo antes de sua crucificação.
Nas suas muitas pregações, Jesus ensinou, entre outras coisas, o Pai Nosso, as bem-aventuranças e insistiu sempre que o Reino de Deus estava próximo e em que Deus estava preparando a Terra para um novo estado de coisas. Anunciou também que quem quisesse fazer parte do Reino de Deus teria de nascer de novo, de se arrepender dos seus pecados, de se converter e purificar. Jesus ensinava também que o amor, o poder e a graça de Deus eram muito superiores ao pecado e a todas as forças do mal, insistindo por isso em que o arrependimento sincero dos pecados e a fé em Deus podem salvar os homens.
Ele também mandou os seus discípulos a "amar a Deus de todo seu coração, de toda sua alma e de todo seu espírito" (Mateus 22:37) e "amar o seu próximo como a si mesmo" (Mateus 22:39). Para Jesus, esses dois mandamentos constituem o resumo de "toda a Lei e os Profetas" do Antigo Testamento (Mateus 22:40). Ele deu inclusivamente aos homens um novo e radical "Mandamento de Amor": "que vos ameis uns aos outros como Eu vos amei" (João 15:12).
Jesus alertou aos seus discípulos que "só quem aceita os meus mandamentos e lhes obedece, esse é que me ama. E quem me ama será amado por meu Pai. Eu o amarei e manifestar-me-ei a ele. […] Trindade|Nós viremos a ele e nele faremos a nossa morada" (João 14:21-23). Sobre esse aspecto, a Igreja acredita também que quem ama a Deus permanecerá no amor. E "quem permanecer no amor permanecerá em Deus e Deus nele", porque "Deus é amor" (1 João 4:16).

#### Jesus e o Antigo Testamento
Durante o Antigo Testamento, Deus, através de profetas, já anunciava a vinda do Messias, para que a humanidade, nomeadamente o povo escolhido de Israel (ou povo judaico), pudesse reconhecê-lo quando ele viesse. A Igreja ensina que Jesus, sendo o Messias, cumpriu todas as profecias do Antigo Testamento acerca dessa vinda salvífica, nomeadamente as do profeta Isaías.
Logo, Jesus não veio para superar, substituir ou abolir os ensinamentos do Antigo Testamento, "mas sim para levá-los à perfeição" (Mt 5,17). Isso quer dizer que ele deu o sentido último e pleno às verdades reveladas por Deus ao longo do Antigo Testamento. Isso significa também que Jesus, que trouxe simultaneamente continuidade e inovação, renovou também a aliança entre Deus e os homens, instaurando assim o Novo Testamento (ou a Nova Aliança).

#### Mistério pascal e salvação

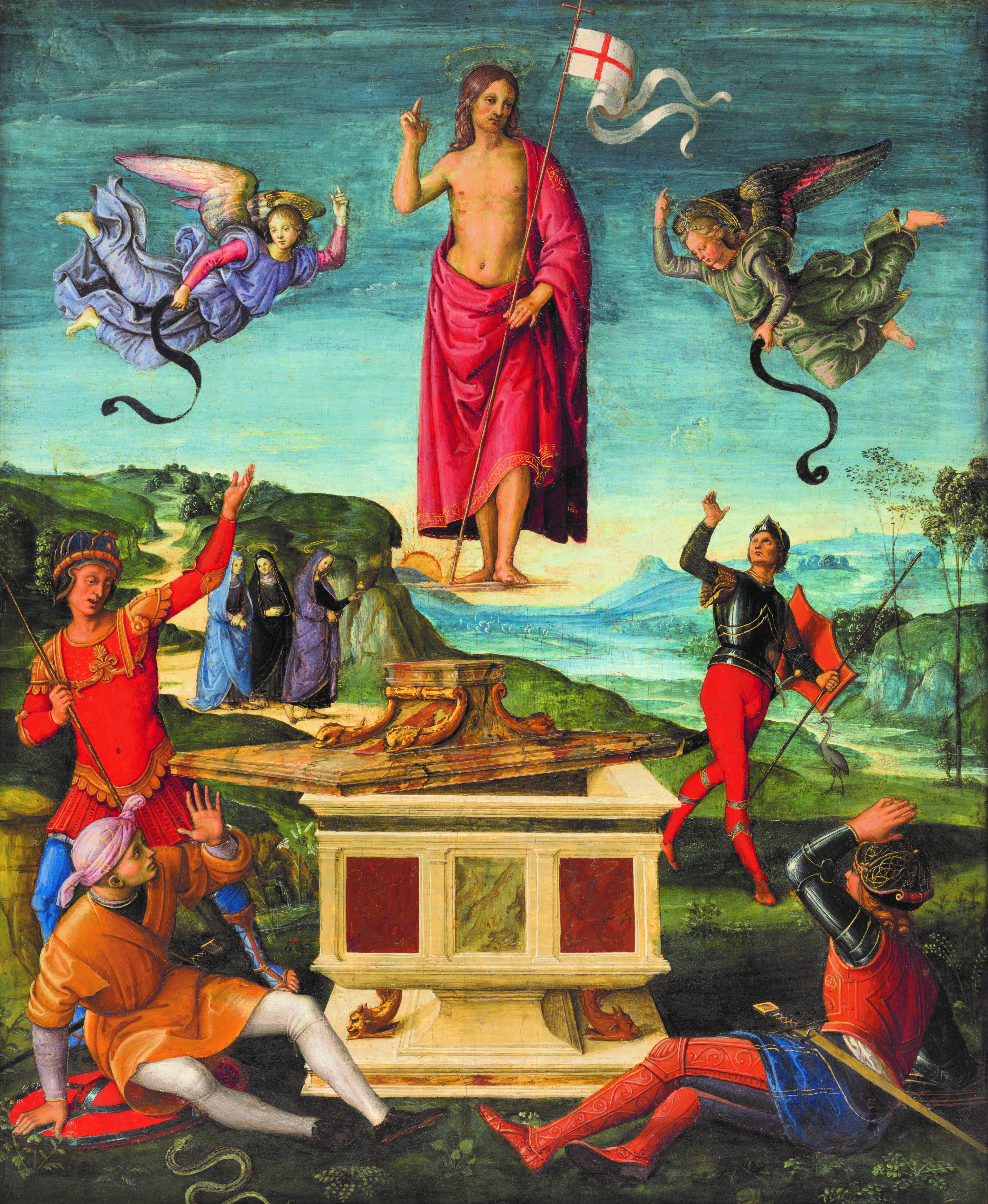
A ressurreição de Cristo simboliza a vitória de Deus sobre o pecado, o mal e a morte.

Para os católicos, Jesus amou tanto os homens que entregou-se incondicional e totalmente para eles, chegando ao ponto de sacrificar voluntariamente a sua própria vida na cruz para livrar-los do pecado e abrir-lhes na plenitude o caminho da salvação e da santidade (temas tratados na seção Salvação e Santidade). Foi também Jesus que, ao cumprir a vontade de Deus Pai, derrotou o pecado e o mal, através da sua morte redentora na cruz. E, para derrotar a própria morte, ele ressuscitou ao terceiro dia, após a sua crucificação em Jerusalém. Esse fato dá aos católicos esperança de que Jesus já garantiu aos homens "a graça da adoção filial que é a participação real na sua vida divina" e também esperança de que, no dia do Juízo Final, todos os homens serão ressuscitados por Deus.

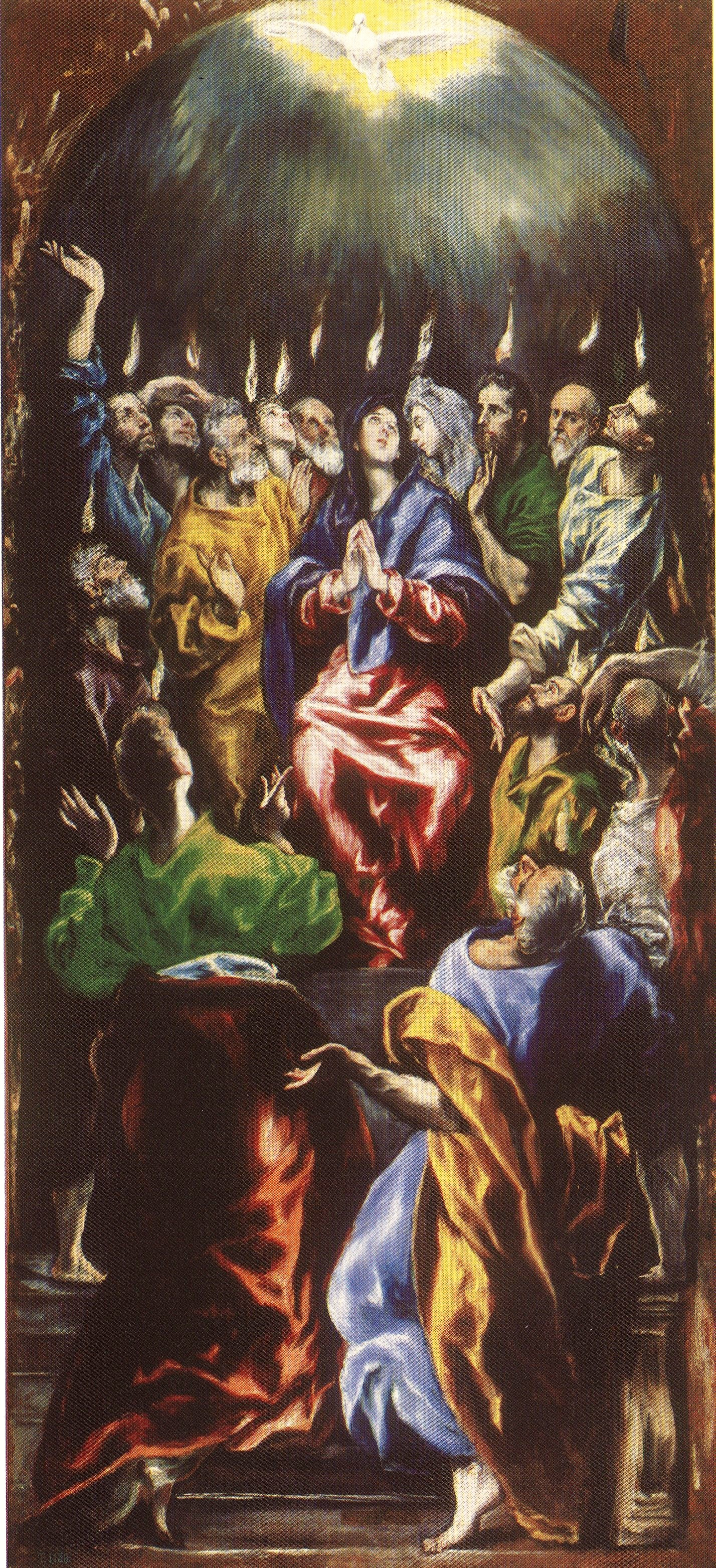
Pentecostes, onde o Espírito Santo desceu sobre os doze apóstolos e a Virgem Maria.

Após a sua ressurreição, Jesus continuou na Terra durante quarenta dias, junto dos apóstolos, passando-lhes ainda ensinamentos e confirmando que eles e a Igreja em geral receberiam o Espírito Santo, algo que aconteceu no Pentecostes. Após esse período de quarenta dias, Jesus foi elevado ao céu, mas continua atualmente "a permanecer misteriosamente sobre a terra, onde o seu Reino já está presente como germe e início na Igreja" fundada e encabeçada por ele. Ele está também presente no sacramento da Eucaristia. No dia do Juízo Final, que coincide com a realização final do seu novo Reino, Jesus voltará em glória, mas a data precisa deste acontecimento ninguém sabe.

### Deus Espírito Santo: o guardião da Igreja
O Espírito Santo procede do Pai e do Filho e, apesar de invisível, personaliza o amor íntimo e infinito de Deus sobre os homens. Manifestou-se primeiramente no batismo de Jesus e plenamente revelado no dia de Pentecostes, cinquenta dias após a ressurreição de Cristo. Ele foi comunicado e enviado aos corações dos fiéis, por meio dos sacramentos, para eles receberem a vida nova de filhos de Deus e estarem intimamente unidos com Jesus num só Corpo Místico. O Espírito Santo, que é o mestre da oração, foi enviado por Jesus para guiar, edificar, animar e santificar a Igreja e para que ela sempre testemunhe e interprete bem a Revelação divina.
Em relação à Virgem Maria, o Espírito Santo encheu-a de graça e concebeu Jesus Cristo no seio dessa mulher virgem, por isso o Espírito faz dela a Mãe de Cristo e, como Cristo é o próprio Deus encarnado, também a Mãe de Deus. Ele inspirou também os profetas do Antigo Testamento para falarem em nome de Deus, sendo essas profecias plenamente realizadas em Cristo, que revelou a existência do Espírito Santo, a pessoa divina que o ungiu e o consagrou Messias. Resumindo, atribuiu-se ao Espírito Santo, a terceira pessoa da Trindade, a santificação da Igreja e do mundo com a graça divina e os seus dons. O Credo niceno-constantinopolitano faz referência ao Espírito Santo:
Creio no Espírito Santo, Senhor que dá a vida,
e procede do Pai e do Filho;
e com o Pai e o Filho
é adorado e glorificado:
Ele que falou pelos Profetas.

## Oração
A oração, ou simplesmente o acto de falar com Deus, é uma graça de Deus que permite o estabelecimento de uma relação pessoal, amorosa e filial dos homens com Deus, que vem ao encontro dos homens e habita nos seus corações. Na oração, o crente eleva a alma a Deus para o louvar e/ou pede a Deus bens conformes à sua vontade. A Igreja Católica acredita que "a fé e a oração são forças que podem influir na história" e que podem mudar assim o destino da humanidade.
Uns dos pré-requisitos da oração é acreditar num Deus pessoal e na possibilidade de contatar diretamente com ele, sendo por isso a expressão mais espontânea da nossa procura incessante de Deus, que simultaneamente nos atrai e nos chama. Logo, a oração é "o encontro da sede de Deus com a nossa. Deus tem sede de que nós tenhamos sede d'Ele."

### Oração no Antigo e Novo Testamentos

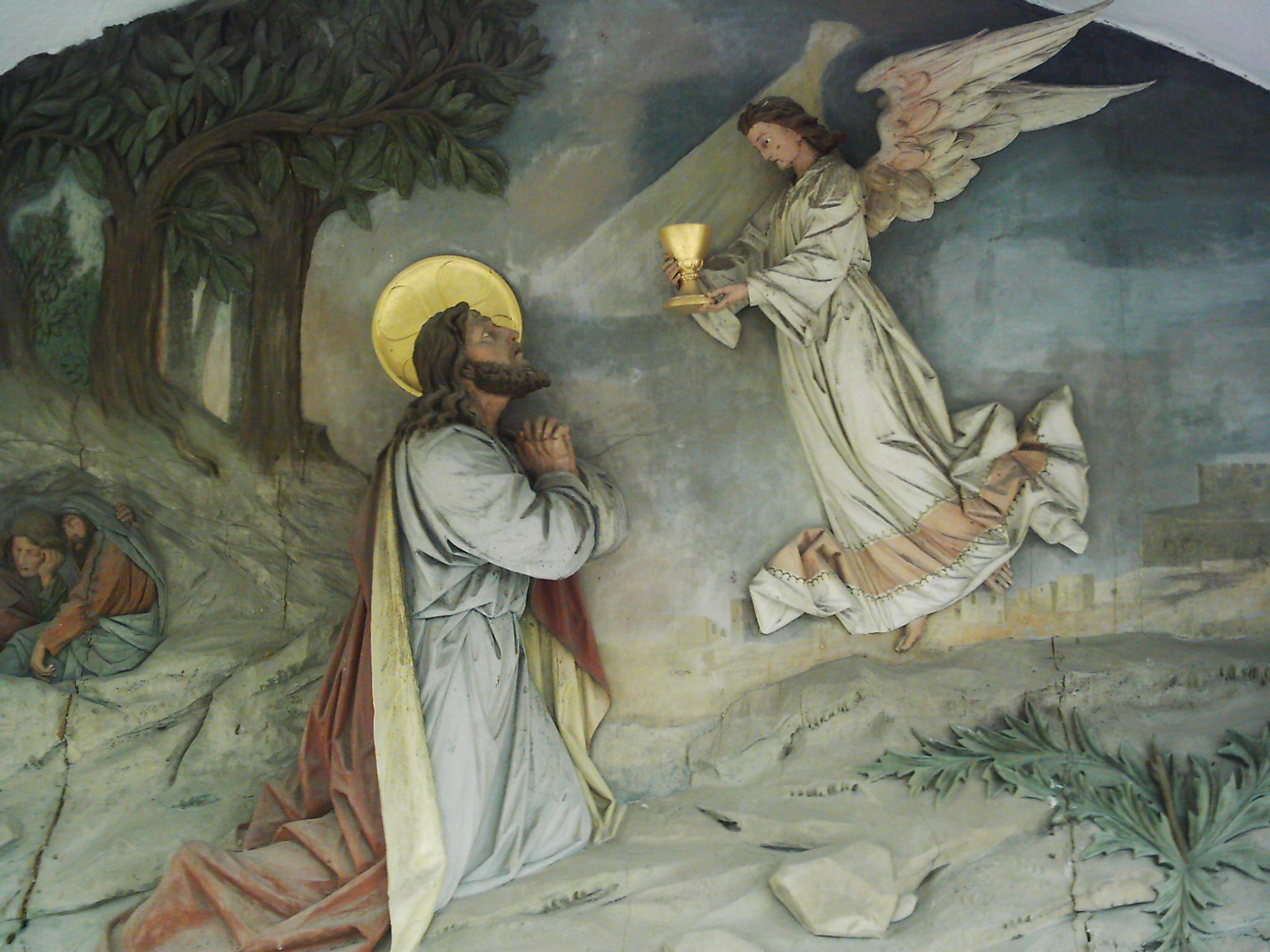
Jesus a rezar no Monte das Oliveiras, pedindo ajuda e força a Deus Pai, mesmo antes de ser traído por Judas Iscariotes.

No Antigo Testamento, a oração já estava presente, como por exemplo, nos vários episódios importantes de personagens bíblicos (nomeadamente de Abraão, Moisés, David, Isaías, etc.) e do próprio povo de Deus, sendo os Salmos um exemplo da sua expressão. Já no Novo Testamento, Jesus, apesar de estar em íntima comunhão com Deus Pai, é considerado o perfeito modelo e mestre de oração, rezando muito ao Pai, principalmente nos momentos mais importantes da sua vida, desde o seu batismo no Jordão à morte no Calvário.
Jesus, para além de ensinar o Pai Nosso, ensinou também aos seus discípulos a rezar com devoção e persistência, transmitindo-lhes as disposições necessárias para uma verdadeira oração. Jesus garantiu-lhes também que seriam ouvidos sempre que rezassem bem, porque a oração humana "está unida à de Jesus mediante a fé. N’Ele, a oração cristã torna-se comunhão de amor com o Pai". Aliás, é o próprio Jesus que manda rezar: "Pedi e recebereis, assim a vossa alegria será completa" (Jo 16,24).

### Oração na vida da Igreja
O Espírito Santo é o "mestre interior da oração cristã", porque faz com que a Igreja reze muito e entre em contemplação e união com o insondável mistério de Cristo. Por isso, a oração é indispensável ao progresso espiritual da Igreja e de cada católico. Logo, pouco a pouco, a liturgia foi-se desenvolvendo e tornou-se na oração oficial da Igreja, com particular destaque para a Liturgia das Horas e a missa. Por sua vez, a lituriga centra-se na Eucaristia, que é um sacramento que exprime todas as formas de oração Além da liturgia, desenvolveu-se também a piedade popular, praticada em comunidade ou individualmente.
Apesar de toda a oração ter como destino final a Trindade, isso não impede os crentes de prestarem devoção e de rezarem a Nossa Senhora, aos anjos e aos santos como intercessores junto de Deus. Aliás, a Igreja gosta de orar à Virgem Maria, porque ela é considerada a orante perfeita e a melhor indicadora do caminho para o seu filho Jesus, o único mediador entre os homens e Deus. Orações como a Avé Maria e o Santo Rosário são exemplos disso.
A oração, que pressupõe sempre uma resposta decidida da parte de quem reza, é também considerada um combate contra si mesmo, contra o ambiente e contra Satanás. Ele tenta a todo o custo retirar o crente da oração, através da distração, da preguiça, das dificuldades e dos insucessos aparentes.

### Pai Nosso: a síntese do Evangelho
De acordo com a Bíblia, no Sermão da Montanha, Jesus ensinou o Pai Nosso, que é considerada "a síntese de todo o Evangelho" (Tertuliano) e "a oração perfeitíssima" (São Tomás de Aquino). No Pai Nosso, os católicos pedem as sete petições a Deus Pai, que são a santificação do nome de Deus, a vinda do Reino de Deus, a realização da vontade divina, o alimento quotidiano, o perdão divino dos pecados e a possibilidade de livrarem-se das tentações e do Maligno. Os católicos acreditam que essas sete petições serão plenamente realizadas na Parusia.
Para além destas petições, o Pai Nosso, que faz parte da liturgia, revela também à humanidade a sua relação especial e filial com Deus Pai. A partir de então, os homens podem invocar a Deus como Pai, "porque ele nos foi revelado por seu filho feito homem e porque o seu Espírito no-lo faz conhecer. […] Ao rezarmos a oração do Senhor, estamos conscientes e absolutamente confiantes de sermos filhos de Deus" e de sermos amados e atendidos por Deus Pai.

## Igreja: Corpo de Cristo e semente do Reino de Deus

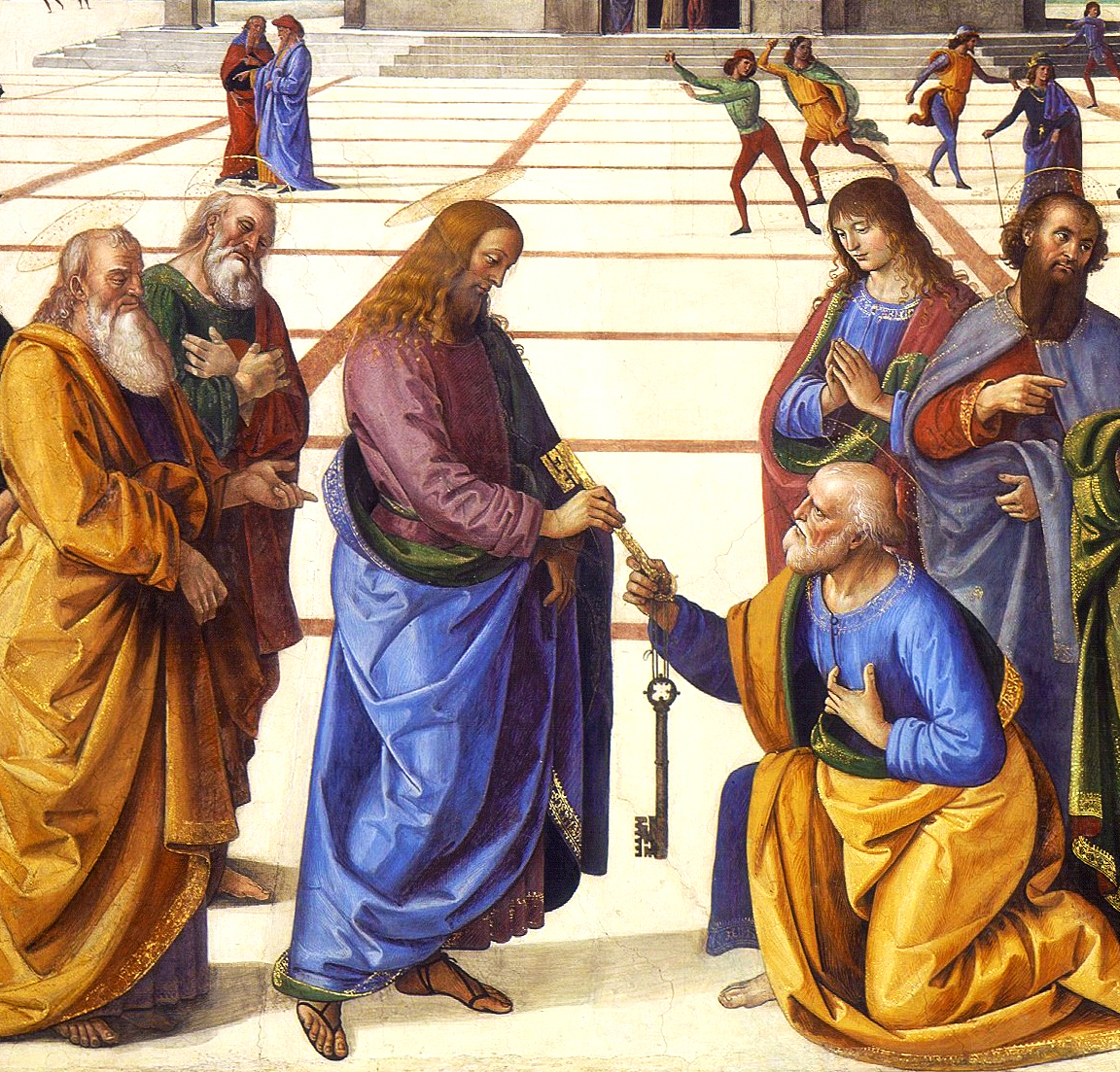
Jesus entrega as chaves do Reino de Deus à Igreja, que é liderada pelo Apóstolo São Pedro e, consequentemente, a todos os Papas e bispos, que são os sucessores dos doze Apóstolos.

A Igreja é uma assembleia constituída pelo povo de Deus, que são todos aqueles que, pela fé e pelo Batismo, se tornaram em filhos de Deus, membros de Cristo e templos do Espírito Santo. Os católicos acreditam que a única Igreja fundada e encabeçada por Jesus Cristo, "como sociedade constituída e organizada no mundo, subsiste (subsistit in) na Igreja Católica, governada pelo sucessor de Pedro e pelos bispos em comunhão com ele." Segundo a Tradição, a Igreja está alicerçada sobre o Apóstolo Pedro, a quem Cristo prometeu o primado, ao afirmar que «sobre esta pedra edificarei a minha Igreja ... dar-te-ei as chaves do Reino dos Céus» (Mateus 16:17–20).
A Igreja de Cristo é a detentora na plenitude dos sete sacramentos e dos outros meios necessários para a salvação, dados por Jesus à Igreja. Tudo isso para reunir, santificar, purificar e salvar toda a humanidade e para antecipar a realização do Reino de Deus, cuja semente é necessariamente a Igreja. Por essa razão, a Igreja, guiada e protegida pelo Espírito Santo, insiste na sua missão de anunciar o Evangelho a todo o mundo, sendo aliás ordenada pelo próprio Cristo: "Ide e ensinai todas as nações, batizando-as no nome do Pai e do Filho e do Espírito Santo" (Mt 28,19). A Igreja, mediante os sacramentos do batismo e da reconciliação, tem também a missão e o poder de perdoar os pecados.
No Credo niceno-constantinopolitano, é atribuída à Igreja as propriedades de una, santa, católica e apostólica. Além disso, ela é também chamada de Esposa de Cristo, Templo do Espírito Santo e Corpo de Cristo. Esse último nome assenta na crença de que a Igreja não é apenas uma simples instituição, mas sim um corpo místico constituído por Jesus, que é a cabeça, e pelos fiéis, que são os membros desse corpo inquebrável, através da fé e do sacramento do batismo. Esse nome é assente também na crença de que os fiéis são unidos intimamente a Cristo, por meio do Espírito Santo, sobretudo através do sacramento da Eucaristia.

### Organização hierárquica e regional

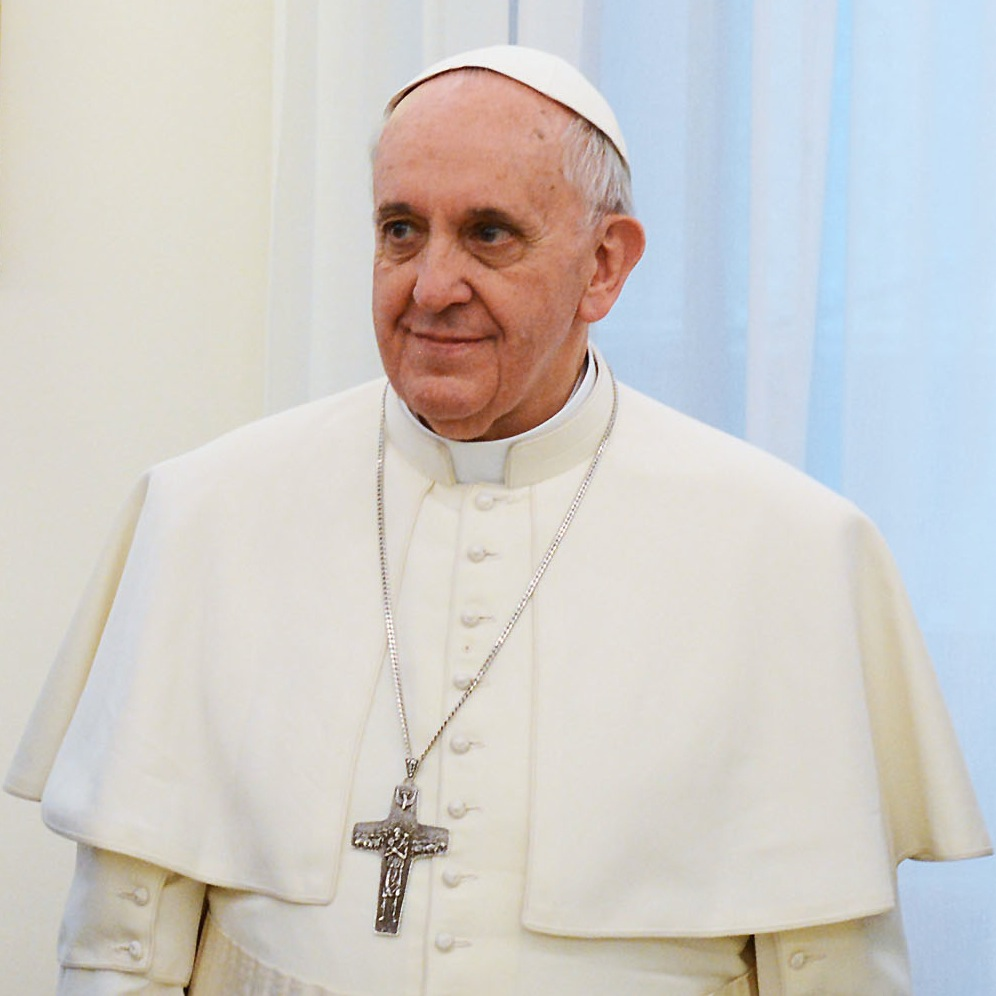
Francisco, Papa da Igreja Católica (2013-2025).

A Igreja Católica é regida pelo Código de Direito Canónico e constituída por 24 Igrejas particulares autónomas sui iuris (a Igreja Latina e as 23 Igrejas orientais católicas), que, por sua vez, são constituídas por uma ou mais circunscrições eclesiásticas.
A Igreja Católica é formada pelo clero e por leigos, podendo esses dois grupos terem também como membros as pessoas consagradas, que normalmente agrupam-se em ordens religiosas ou em institutos seculares. A Igreja dispõe de uma hierarquia ascendente, baseado nos três graus do Sacramento da Ordem (o Episcopado, o Presbiterado e o Diaconado), que vai desde o simples diácono até chegar ao cargo supremo de Papa, que é o chefe e pastor da Igreja. Considerado o Vigário de Cristo na Terra e o "perpétuo e visível princípio e fundamento da unidade da Igreja", o Papa é eleito pelo Colégio dos Cardeais. A Igreja defende que todos os seus bispos (que são coadjuvados pelos presbíteros e diáconos), devido ao sacramento da Ordem, são os sucessores dos Doze Apóstolos, sendo o Papa o sucessor direto do Apóstolo Pedro. Daí a autoridade e primazia de que o Papa goza.
A Igreja Católica acredita que os seus ministros sagrados são ícones de Cristo, logo todos eles são homens, porque os doze Apóstolos são todos homens e Jesus, na sua forma humana, também é homem. Mas isso não quer dizer que o papel da mulher na Igreja seja menos importante, mas apenas diferente. Excetuando em casos referentes aos diáconos e a padres ordenados pelas Igrejas católicas orientais ou em outros casos que precisam de autorização do Papa, como os ordinariatos pessoais para anglicanos, todo o clero católico é obrigado a observar e cumprir o celibato. Nas Igrejas orientais, o celibato é apenas obrigatório para os bispos, que são escolhidos de entre os sacerdotes celibatários.

### Culto católico

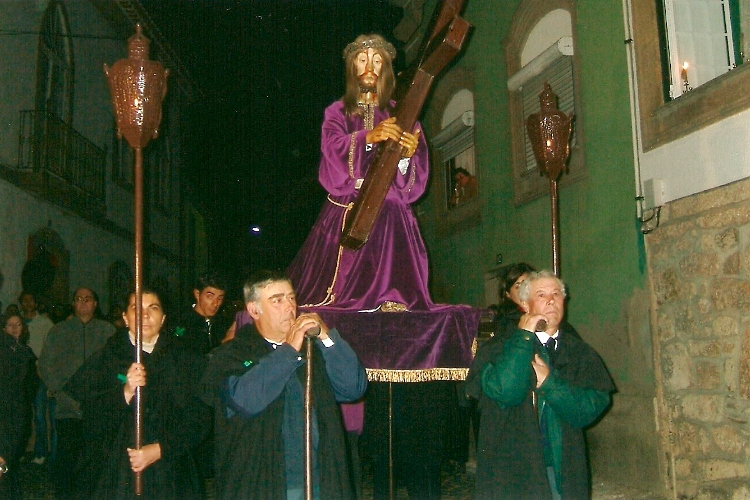
Procissão de Nosso Senhor dos Passos: uma das inúmeras expressões de piedade popular.

Na Igreja Católica, para além do culto de adoração a Deus (latria), existe também o culto de veneração aos santos (dulia) e à Virgem Maria (hiperdulia). Esses dois cultos, sendo a latria mais importante, são ambos expressos através da liturgia, que é o culto oficial da Igreja, e também através da piedade popular, que é o culto privado dos fiéis
Dentro da piedade popular, destacam-se predominantemente as devoções e as orações quotidianas; enquanto que na liturgia destacam-se a missa (de frequência obrigatória aos domingos e festas de guarda) e a Liturgia das Horas. A Igreja permite também a veneração de imagens e de relíquias sagradas. Apesar de a piedade popular ser de certo modo facultativa, ela é muito importante para o crescimento espiritual dos católicos.

#### Liturgia
A liturgia é a celebração pública e oficial do Mistério de Cristo e em particular do seu Mistério Pascal, sendo por isso a principal actividade da Igreja e a fonte da sua força vital. Através desse serviço de culto cristão, os católicos acreditam que Cristo continua a obra da salvação na sua Igreja, com ela e por meio dela. Essa presença e atuação de Jesus são asseguradas eficazmente pelos sete sacramentos, com particular destaque para a Eucaristia, que é a fonte e cume da vida cristã. Isto porque a Eucaristia, onde Jesus está presencialmente, renova e perpetua o sacrifício de Jesus na cruz ao longo dos tempos até à Parúsia. Por isso, toda a liturgia centra-se na celebração eucarística (ou missa).
Jesus, como Cabeça, celebra a liturgia com os membros do seu Corpo, ou seja, com a sua "Igreja celeste e terrestre", constituída por santos e pecadores, por habitantes da Terra e do Céu. Cada membro da Igreja terrestre participa e actua na liturgia "segundo a sua própria função, na unidade do Espírito Santo: os baptizados oferecem-se em sacrifício espiritual […]; os Bispos e os presbíteros agem na pessoa de Cristo", representando-O no altar. Daí que só os clérigos (exceptuando os diáconos) é que podem celebrar e conduzir a Missa, nomeadamente a consagração da hóstia.
Toda a liturgia centra-se no domingo e na Páscoa anual. Apesar de celebrar o único Mistério de Cristo, a Igreja Católica possui muitas tradições litúrgicas diferentes, devido ao seu encontro com os vários povos e culturas. Isso constitui uma das razões pela existência das 24 Igrejas sui iuris que compõem a Igreja Católica, todas elas com uma tradição teológica, litúrgica, histórica e cultural diferentes entre si.

### Sacramentos

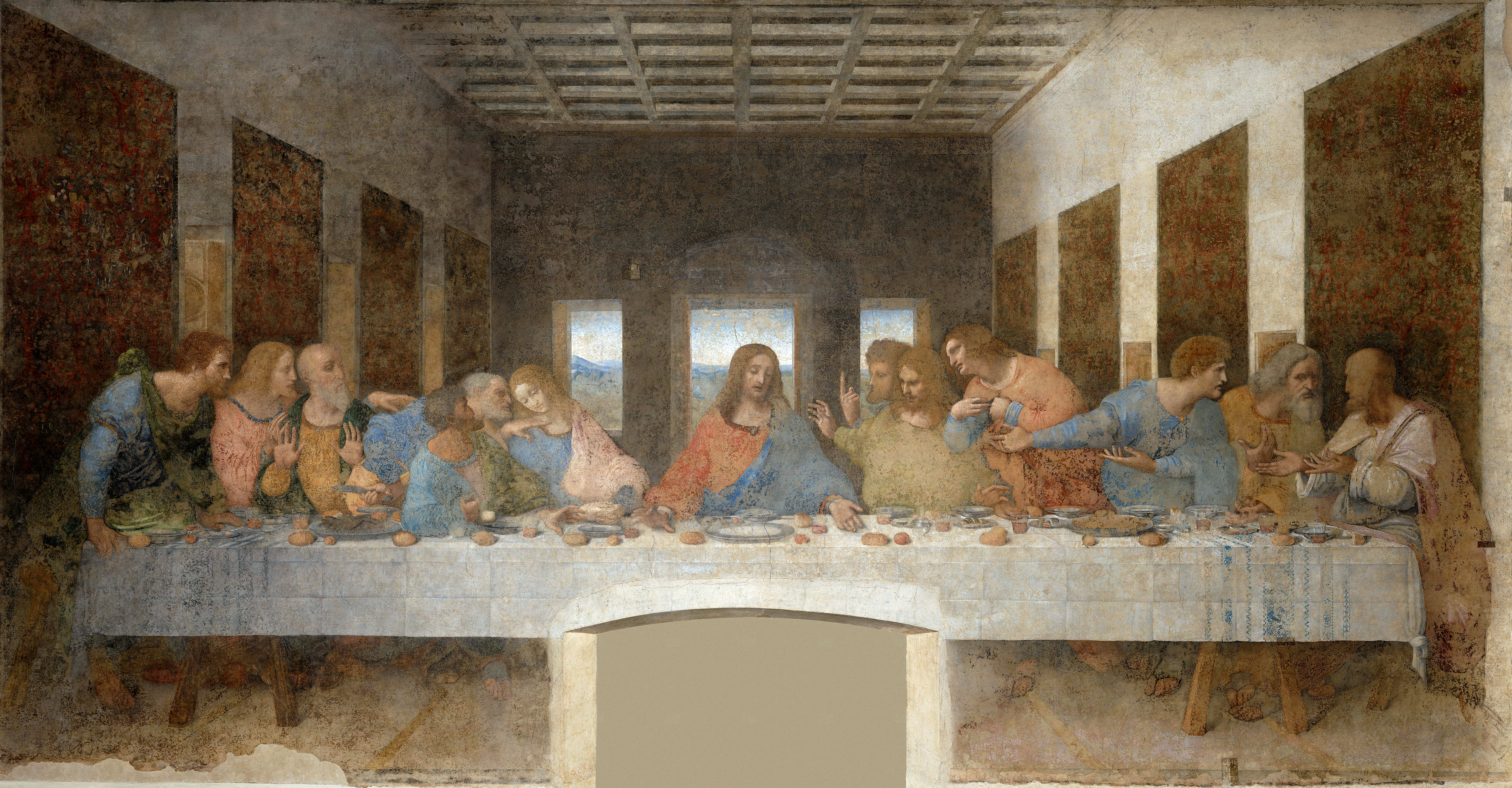
Na Última Ceia, Jesus instituiu o sacramento da Eucaristia.

A Igreja Católica acredita que os sete sacramentos foram instituídos por Jesus Cristo e confiados à Igreja, durante o seu ministério, como sinais sensíveis e eficazes mediante os quais é concedida a vida e a graça divinas a todos aqueles que os recebem. A administração dos sacramentos é independente da santidade pessoal do ministro, embora os frutos dos sacramentos dependam das disposições de quem os recebe. Sobre os sacramentos, São Leão Magno diz: "o que era visível no nosso Salvador passou para os seus sacramentos".
Ao celebrá-los, a Igreja Católica alimenta, exprime e fortifica a sua fé, sendo por isso os sacramentos uma parte integrante e inalienável da vida de cada católico e fundamentais para a sua salvação. Isso porque eles conferem aos crentes a graça divina, os dons do Espírito Santo, o perdão dos pecados, a conformação a Cristo e a pertença à Igreja, que os torna capazes de viverem como filhos de Deus em Cristo. Daí a grande importância dos sacramentos na liturgia católica.

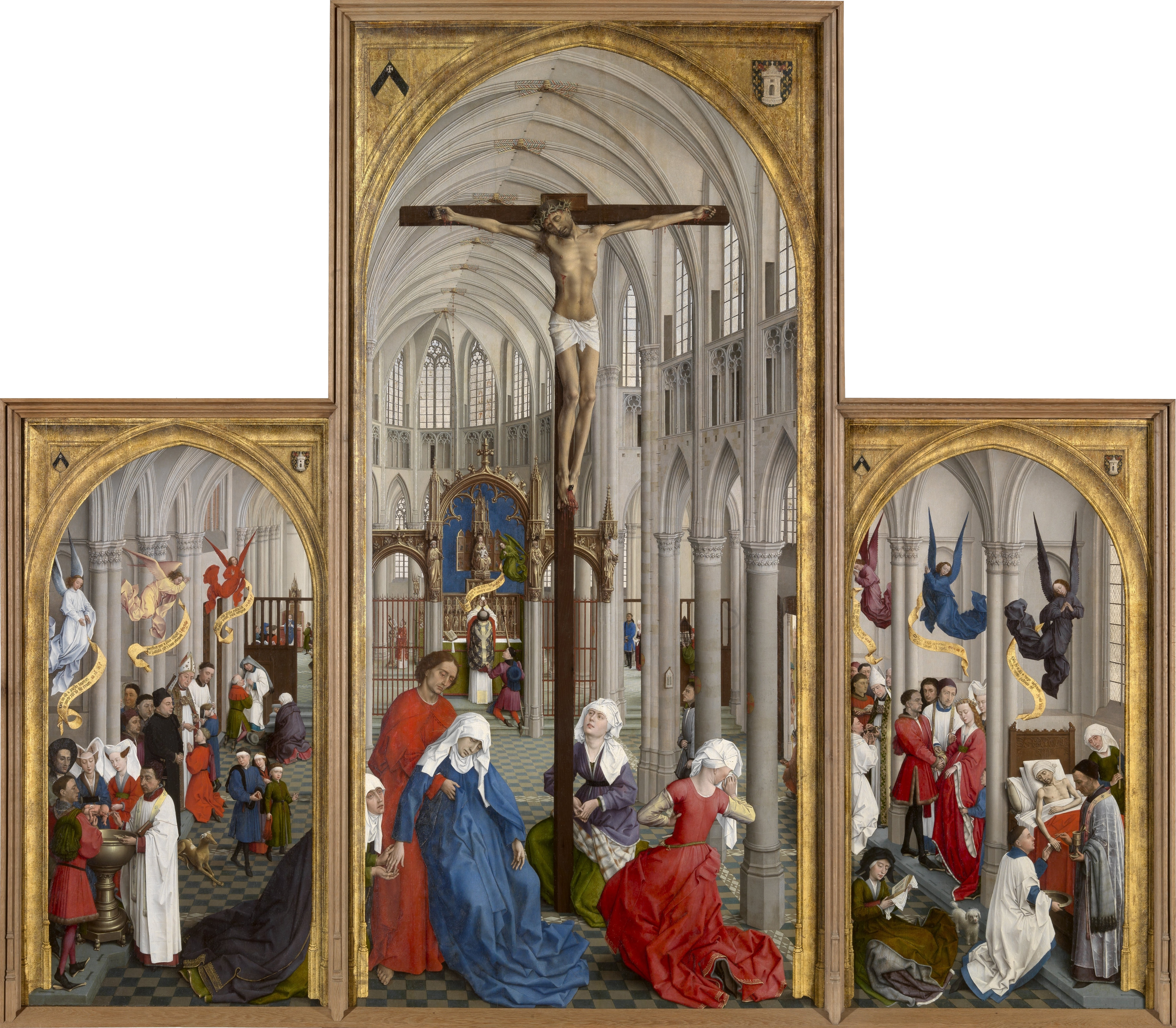
Os sete sacramentos representados numa pintura do século XV.

Os sete sacramentos marcam as várias fases importantes de vida cristã, sendo estes divididos em três categorias:
- os sacramentos da iniciação cristã (Batismo, Confirmação e Eucaristia), que "lançam os alicerces da vida cristã: os fiéis, renascidos pelo Batismo, são fortalecidos pela Confirmação e alimentados pela Eucaristia";[228]
- os sacramentos da cura (Reconciliação e Unção dos enfermos), que possibilitam à Igreja a cura e o fortalecimento da nova vida dada por Jesus através dos sacramentos da iniciação cristã, visto que ela pode ser enfraquecida e até perdida por causa do pecado;[229]
- sacramentos ao serviço da comunhão e da missão (Ordem e Matrimónio), que contribuem para a edificação do povo de Deus, para a comunhão eclesial e para a salvação dos outros.[230]

São Tomás de Aquino afirmou que "todos os sacramentos estão ordenados para a Eucaristia como para o seu fim". Na Eucaristia, renova-se o mistério pascal de Cristo, atualizando e renovando assim a salvação da humanidade. Também na Eucaristia, onde Cristo está presencialmente nela, a ação santificadora de Deus em favor dos homens e o culto humano para com Ele atingem o seu auge.

## Salvação e santidade

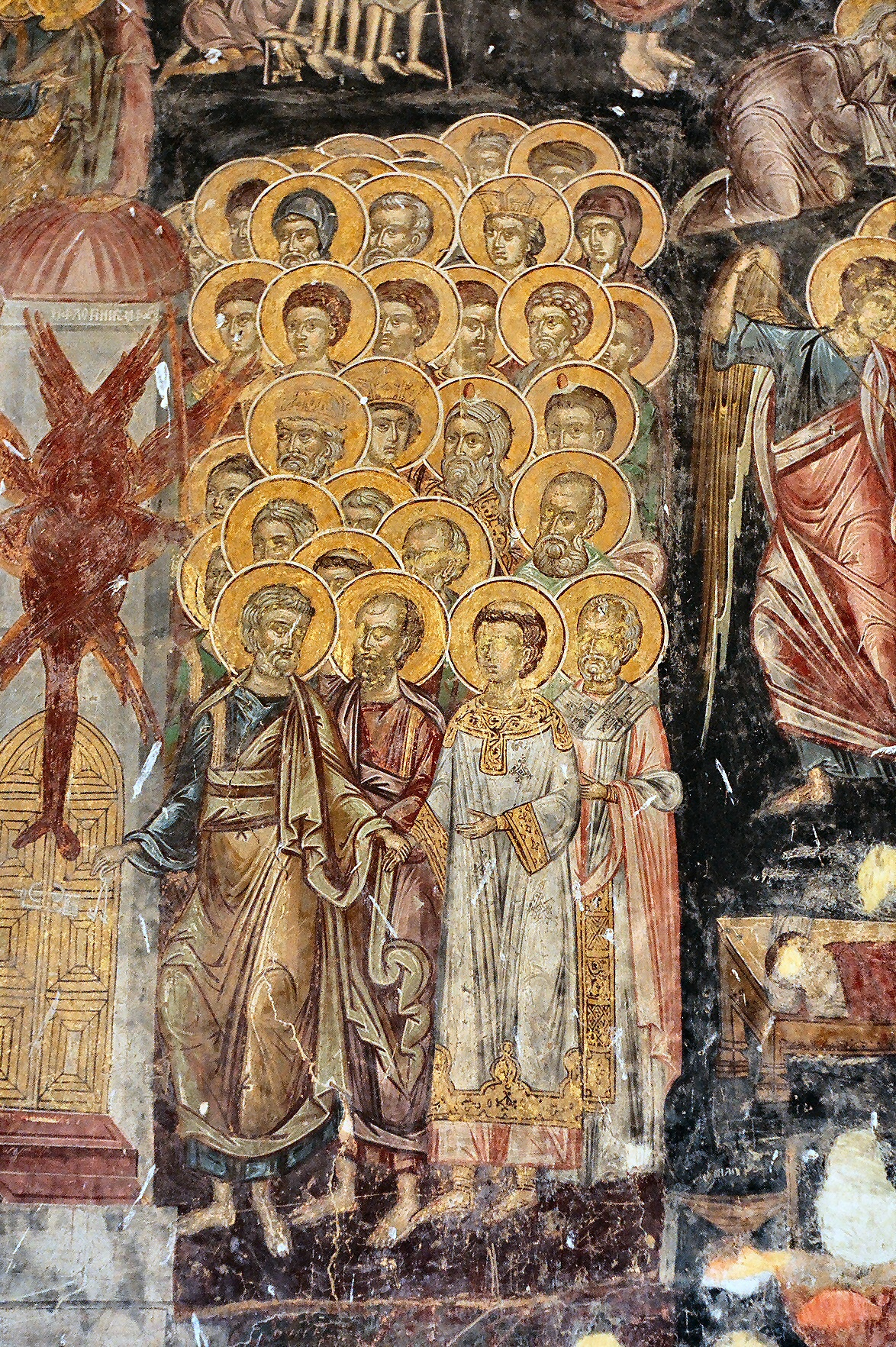
Os santos são modelos de santidade e de virtude para serem seguidos pela Igreja.

Segundo a soteriologia católica, a salvação, que é oferecida por Deus a todos aqueles que quiserem, permite e conduz o homem à santidade, à felicidade e à vida eterna. Essa salvação deve ser obtida através da fé em Jesus Cristo e da pertença à Igreja fundada e encabeçada por Ele. Mas, esta crença não nega a salvação para os não católicos.
Segundo a fé católica, todos são ajudados e chamados por Deus para serem santos, ou seja, para lutarem espiritualmente com o fim de crescerem em santidade, que é "a plenitude da vida cristã e a perfeição da caridade". Essa luta espiritual, ou caminho de santificação, começa no momento do batismo, quando se recebe a graça santificante, e deve progredir com a ajuda da oração, dos sacramentos e de outros meios de salvação dispostos pela Igreja. Essa progressão deve ser sempre motivada pela esperança da salvação e animada pela caridade. A caridade traduz-se na realização dos ensinamentos cristãos (que se resumem nos mandamentos de amor) e na prática das boas obras, que exprimem a fé em Cristo e eliminam as penas temporais causadas pelo pecado. Essa postura e ação do católico contribuiria também para a construção de um mundo melhor e para a aceleração da realização definitiva do Reino de Deus. O fim do caminho de santificação é obter a plenitude da felicidade e a vida eterna, que é gozada após a morte pelos santos (ou salvos) no Céu, em íntima união com a Trindade.

### Justificação, graça, misericórdia, mérito e liberdade

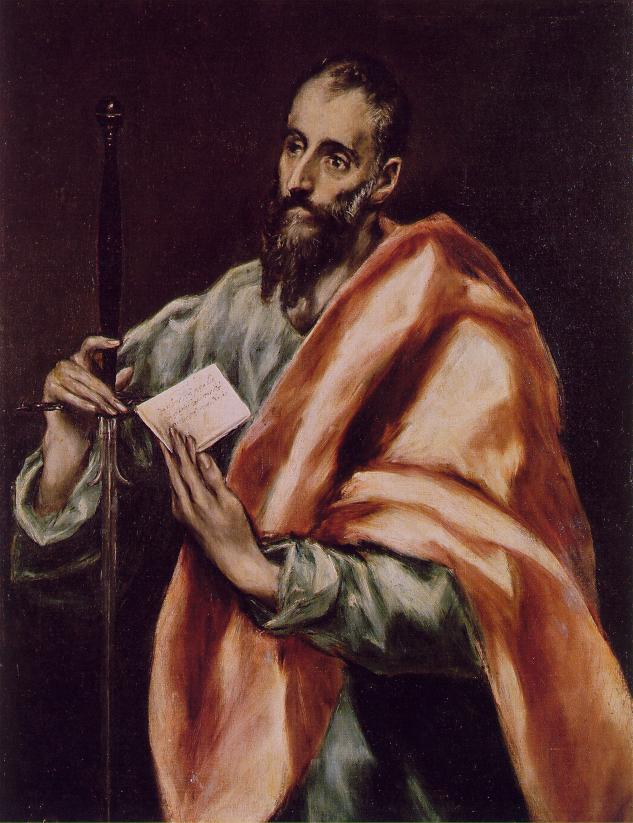
São Paulo (século I) contribuiu muito para o desenvolvimento do conceito de justificação.

A Igreja Católica acredita que devido ao pecado original, todos os homens têm que morrer. Porém, Deus quis reconciliar-se com os homens e salvá-los, enviando por isso o seu Filho para que Ele morresse pelos pecadores. Com a sua morte, todos os pecados dos homens, cometidos quer no passado, quer no futuro, serão perdoados por Deus, desde que os homens se arrependam de um modo livre e sincero.
Assim, de acordo com o ensino da Igreja, os homens obtêm a salvação, que se deve à justificação, que é a iniciativa misericordiosa e gratuita de Deus de conceder a salvação à humanidade. Essa ação sobrenatural cancela os pecados, por meio da graça santificante do Espírito Santo, que foi merecida pela paixão de Cristo e dada no batismo aos homens. Com a graça santificante, os batizados recebem o perdão do pecado original, passam a ser filhos de Deus e participantes da natureza e vida divinas. Para além da graça santificante, que justifica e salva os homens, existe ainda as graças atuais, as graças sacramentais e as graças especiais (ou carismas).
Acredita-se que a graça é um dom sobrenatural ou socorro gratuito que Deus concede aos homens, para que eles sejam capazes de agir por amor d’Ele e para conceder-lhes todos os bens (espirituais ou materiais) necessários à sua existência e à sua salvação. Aliás, a própria preparação do homem para acolher livremente a graça já é obra da graça, sendo esta necessária para suscitar e manter a colaboração dos fiéis na justificação pela fé e na santificação pela caridade.
Na dinâmica da justificação, a liberdade é fundamental, porque a resposta do homem à graça deve ser livre, pois "a alma só pode entrar livremente na comunhão do amor". Isso explica o fato de a santidade não ser atingida por todos, apesar da vontade de Deus de salvar toda a humanidade. Há sempre pessoas que vão para o Inferno, simplesmente porque recusaram livremente o arrependimento e a graça da salvação, mesmo até no momento da morte. Mas a liberdade, que foi concedida por Deus, permite também à humanidade participar livremente no amor divino e na construção do Reino de Deus, como filhos de Deus e co-herdeiros de Cristo.
Esta participação, tornada possível graças ao sacrifício redentor de Cristo, assenta-se na fé e na prática quotidiana das boas obras, cujo mérito ou direito à recompensa deve ser atribuído à graça de Deus e só depois à vontade livre do homem. O homem, que juridicamente não tem nenhum mérito porque recebeu tudo gratuitamente de Deus, pode merecer, por concessão e caridade de Deus, as graças úteis e os bens temporais necessários para alcançar a vida eterna. Mas ninguém pode ter o mérito da graça santificante.

### Salvação para os não católicos

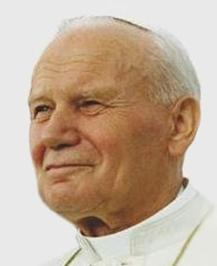
Na encíclica Redemptoris Missio, o Papa João Paulo II afirmou que "a salvação em Cristo […] deve ser posta concretamente à disposição de todos."

A Igreja Católica acredita que é o instrumento da redenção de todos os homens e o sacramento universal da salvação. Por isso, a Igreja Católica ensina que fora da Igreja não há salvação. Esse ensinamento remonta aos primeiros séculos do Cristianismo, sendo já refletido por vários Padres da Igreja, como Santo Agostinho e São Cipriano. O Papa Pio IX (1846-1878) salientou também que:
| “ | Fora da Igreja Apostólica Romana ninguém pode salvar-se.[…] Entretanto, também é preciso ter por certo que aqueles que sofrem de ignorância da verdadeira religião, se aquela é invencível, não são eles ante os olhos do Senhor réus por isso de culpa alguma. | ” |

Essa ignorância invencível pode ser causada pela precariedade dos meios de comunicação, pela ineficiência da evangelização e por ambientes de restrição e barreiras contextuais, intelectuais, psicológicas, culturais, sociais e religiosas, muitas vezes insuperáveis. Isso significa que os não católicos (mesmo os não cristãos) também podem ser salvos, desde que, sem culpa própria, ignoram a Revelação divina e a Igreja, mas que "procuram sinceramente Deus e, sob o influxo da graça, se esforçam por cumprir a sua vontade". Em relação aos bebés e crianças mortas sem batismo, a Igreja tem esperança de que eles possam ser salvos, por isso, na sua liturgia, confia-as à infinita bondade de Deus. Apesar de historicamente alguns Padres latinos acreditavam na ideia do Limbo das crianças, idealizada por Santo Agostinho de Hipona, o que nunca chegou a ser dogma, sendo até mesmo rejeitado pelo Concílio de Cartago ainda na época de Santo Agostinho, com a presença do próprio.
A Igreja ensina também que os cristãos não católicos são, apesar de um modo imperfeito, membros inseparáveis do Corpo Místico de Cristo, através do batismo. Ou seja, para os católicos, eles são irmãos e elementos da única Igreja de Cristo, que subsiste (subsistit in) na Igreja Católica. Por isso, essas comunidades cristãs dispõem de muitos, mas não da totalidade, dos elementos de santificação e de verdade necessários à salvação, sendo essa posição católica uma das bases do ecumenismo atual. Mas, a Igreja Católica afirma que só ela é que contém e administra a totalidade e a plenitude dos meios de salvação.
A posição ecuménica de tolerância e respeito por outras religiões não significa que a Igreja Católica reconheça que todas as religiões são válidas e iguais e que os homens possam sair da Igreja sem consequência espiritual. Para concluir, a afirmação fora da Igreja não há salvação significa que "toda a salvação vem de Cristo-Cabeça por meio da Igreja, que é o seu Corpo", independentemente se a pessoa salva seja católica ou não.

### Sofrimento

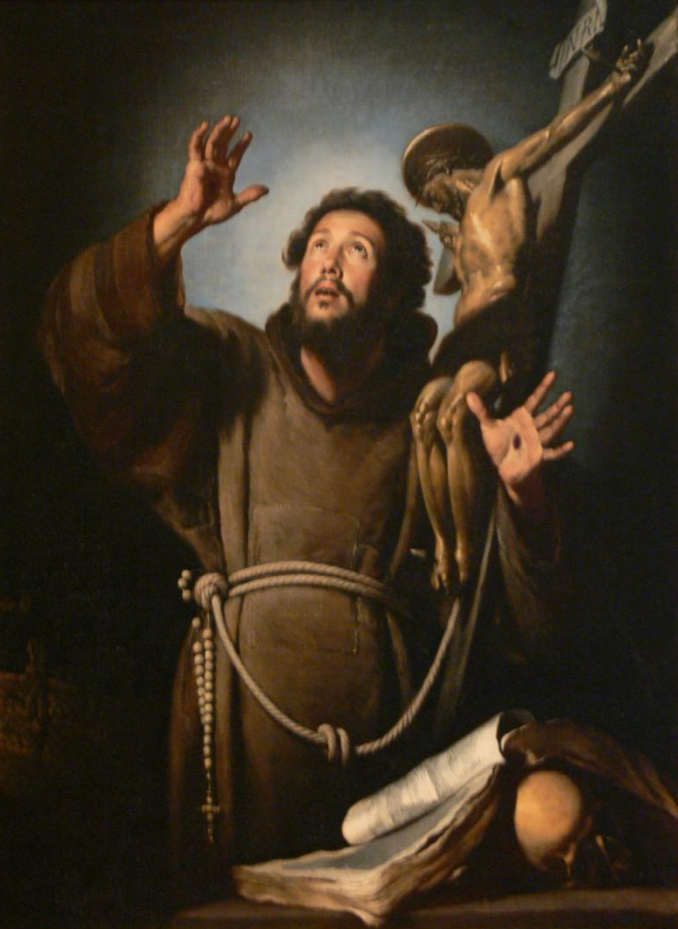
São Francisco de Assis (1182 - 1226), tal como muitos santos, era praticante de inúmeros sacrifícios. Ele experimentou até a pobreza radical e a dor dos estigmas.

Segundo a perspectiva católica, o sofrimento, que é uma consequência do mal e que está associado à morte e às limitações humanas, nunca foi desejado por Deus. Mas, contra a vontade divina, o sofrimento passou a ser uma realidade intrínseca ao homem, por consequência do pecado original e, posteriormente, de todos os pecados cometidos pelos homens. Isso significa que o sofrimento está enredado à liberdade humana e ao conflito entre o bem e o mal no mundo.
Mas, por causa do sacrifício redentor de Cristo, o sofrimento passou a ter um "sentido verdadeiramente sobrenatural e […] humano, […] porque se radica no mistério divino da redenção do mundo e […] porque nele o homem se aceita a si mesmo, com a sua própria humanidade, com a própria dignidade e a própria missão." Logo, o sofrimento passou a estar presente no mundo para desencadear o amor e para permitir a conversão e a reconstrução do bem.
O sofrimento, quer voluntário (ex.: mortificação, trabalho, etc.), quer involuntário (ex.: doenças), passou a ser, sob a forma de sacrifício, uma peça fundamental na salvação da humanidade, mediante a participação pessoal e união dos sacrifícios individuais ao supremo Sofrimento de Cristo. E essa participação implica a aceitação amorosa dos sofrimentos permitidos por Deus na vida terrena. Aliás, São Paulo também afirmou que vai "completando na minha carne o que falta aos sofrimentos de Cristo, a favor do seu corpo, que é a Igreja" (Col 1,24). Além disso, Deus usa o sofrimento para provar a fé, a perseverança e a confiança do homem n'Ele, bem como para tornar o homem mais forte e mais maduro (como no caso de Jó).

### Comunhão dos Santos

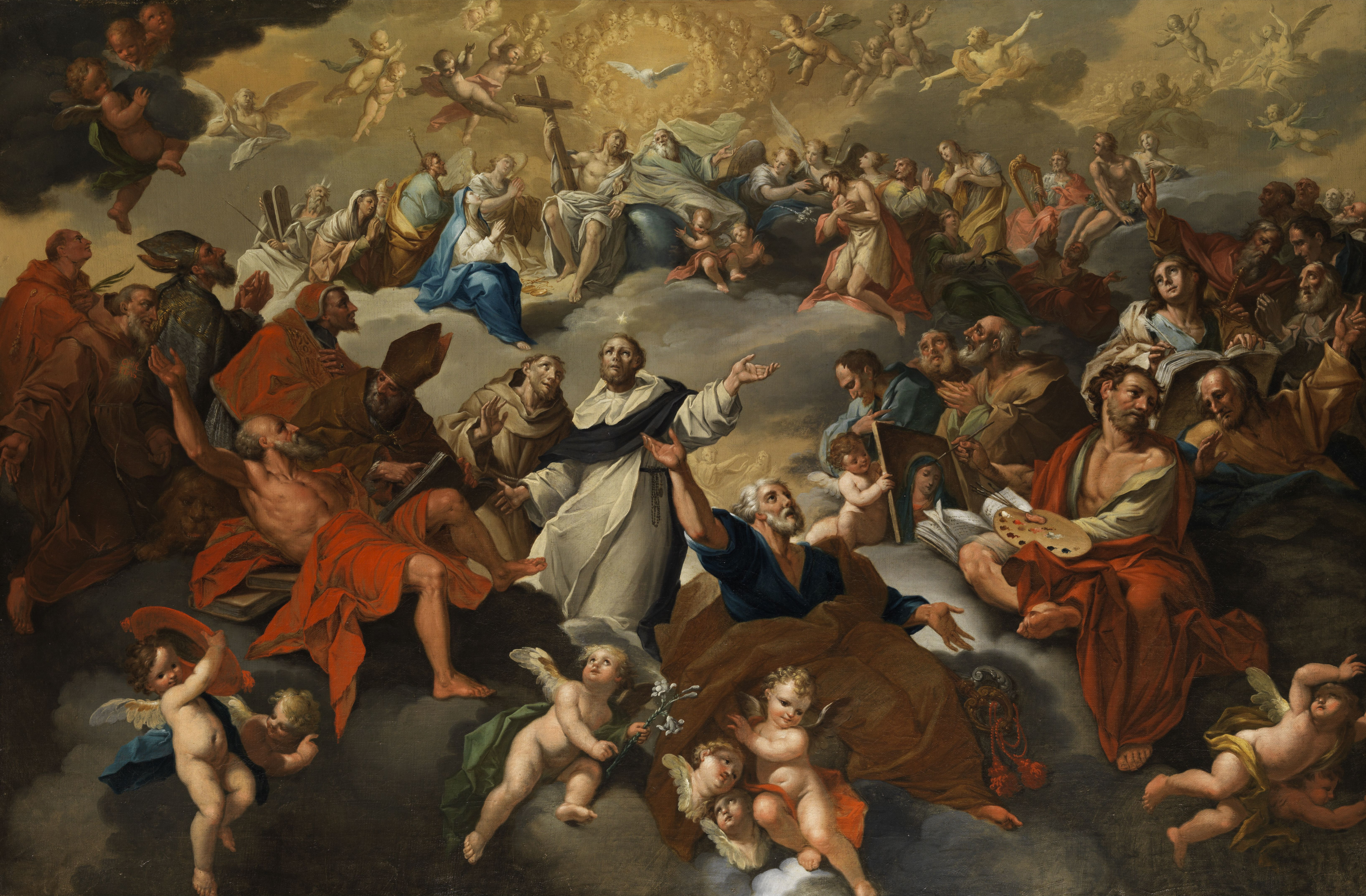
Os santos no Céu, juntos com os anjos e com a Trindade.

A comunhão dos Santos tem dois significados intimamente relacionados: "«comunhão nas coisas santas, sancta», e «comunhão entre as pessoas santas, sancti»". O primeiro significa a participação de todos os membros da Igreja nas coisas santas: a fé, os sacramentos (nomeadamente a Eucaristia), os carismas e os outros dons espirituais. O segundo significa a união viva e espiritual de todos os fiéis cristãos e membros da Igreja que, "pela graça, estão unidos a Cristo", formando um único Corpo Místico de Cristo e sendo por isso "pessoas santas (sancti) em Cristo". Logo, esta comunhão de santos forma "uma só família, a Igreja", que está organizada em três estados espirituais diferentes:
- a Igreja militante, formada pelos fiéis que "peregrinam na Terra", nomeadamente aqueles que estão em estado de graça (ou seja, que não estão manchados por pecados mortais não confessados);[262][263]
- a Igreja padecente ou purgante, constituída pelas almas que ainda padecem no Purgatório[262] e que, por isso, necessitam das orações de sufrágio (nomeadamente a missa), das boas obras, dos sacrifícios, das indulgências e das obras de penitência praticadas pelos membros da Igreja militante.[265] Todas estas ações aceleram a purificação e posterior entrada no Céu destas almas padecentes;[263]
- a Igreja triunfante, composta pelos habitantes do Céu (desconhecidos/anónimos ou oficialmente reconhecidos pela Igreja), ou seja, por todos aqueles que alcançaram a definitiva santidade e felicidade, sendo, portanto, os intercessores dos homens junto de Jesus.[262][263]

Por vezes, certas pessoas santas, por as suas virtudes, ensinamentos e santidade serem do conhecimento público, são beatificadas ou canonizadas (ou seja, oficialmente reconhecidas) pela Igreja. A Igreja reconhece-as como habitantes do Céu e modelos exemplares de imitação. Além disso, um santo oficialmente reconhecido é ainda digno de culto, mas, apenas de veneração (a dulia), que é diferente do culto de adoração a Deus.

## Virgem Maria: Mãe de Deus

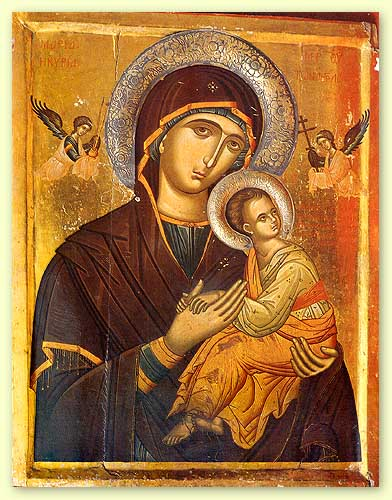
Virgem Maria e o menino Jesus ao colo.

De acordo com a mariologia católica, Deus escolheu gratuitamente Maria como a mãe de seu Filho: para cumprir tal missão, foi preservada do pecado original e de todos os pecados. O arcanjo Gabriel anunciou à Virgem Maria que Deus faria com que ela concebesse Jesus do Espírito Santo, ou seja, em virgindade e sem participação de homem algum. Logo, o Espírito Santo fez dela a Mãe de Cristo e, como Cristo é o próprio Deus encarnado, também a Mãe de Deus. Maria aceitou obedientemente essa missão divina tão necessária à Salvação, tornando-se assim na corredentora dos homens. Casou com São José, que assumiu a paternidade terrena de Jesus, mas, mesmo assim, ela conseguiu conservar a sua virgindade por toda a vida.
Devido ao fato de ter concebido Jesus, que é o único Redentor dos homens e a Cabeça da Igreja, ela torna-se também na Mãe da Igreja e de todos os homens que Jesus veio salvar. Ela "coopera com amor de mãe no nascimento e na formação na ordem da graça" de qualquer ser humano. Após a sua assunção de corpo e alma ao Céu, ela, como Rainha do Céu, continua a interceder pelos seus filhos e a ser um modelo de santidade para todos. Os católicos "veem nela uma imagem e uma antecipação da ressurreição que os espera", sendo por isso o ícone escatológico da Igreja (ou a realização mais perfeita da Igreja).
O culto de veneração a Maria (chamado de hiperdulia) é diferente do culto de adoração a Deus. O culto mariano é expresso nas festas litúrgicas dedicadas a ela, nas peregrinações aos locais onde Maria supostamente apareceu, nas inúmeras devoções (ex.: Escapulário de Nossa Senhora do Carmo) e orações marianas (ex.: Santo Rosário). Uma das principais causas da devoção popular e do culto a Maria tem a ver com a crença dos católicos na poderosa intercessão de Maria junto de Deus, o destinatário último de todas as orações e pedidos dos homens.

## A mulher
Independentemente de possíveis interpretações positivas ou negativas de determinados versículos da Bíblia sobre a figura da mulher (ex: I Timóteo 2:9-14), a Igreja Católica considera que a mulher e o homem são iguais em dignidade, porque foram ambos criados à imagem e semelhança de Deus. Porém, o homem e a mulher são diferentes entre si e, por isso, eles devem viver numa "complementaridade recíproca enquanto masculino e feminino". Baseado nesta complementariedade, a Igreja apenas admite homens como clérigos, e justifica-o porque os doze Apóstolos foram todos homens e Jesus, na sua forma humana, também é homem. Em 1988, o Papa João Paulo II escreveu a carta "Mulieris Dignitatem", onde ele enalteceu o papel da mulher (incluindo o papel especial da Virgem Maria na salvação da humanidade), pediu desculpas às acções machistas cometidas por membros da Igreja ao longo da história, agradeceu as mulheres por tudo aquilo que elas fizeram ao mundo e apelou à defesa da dignidade da mulher.

## Morte e vida eterna

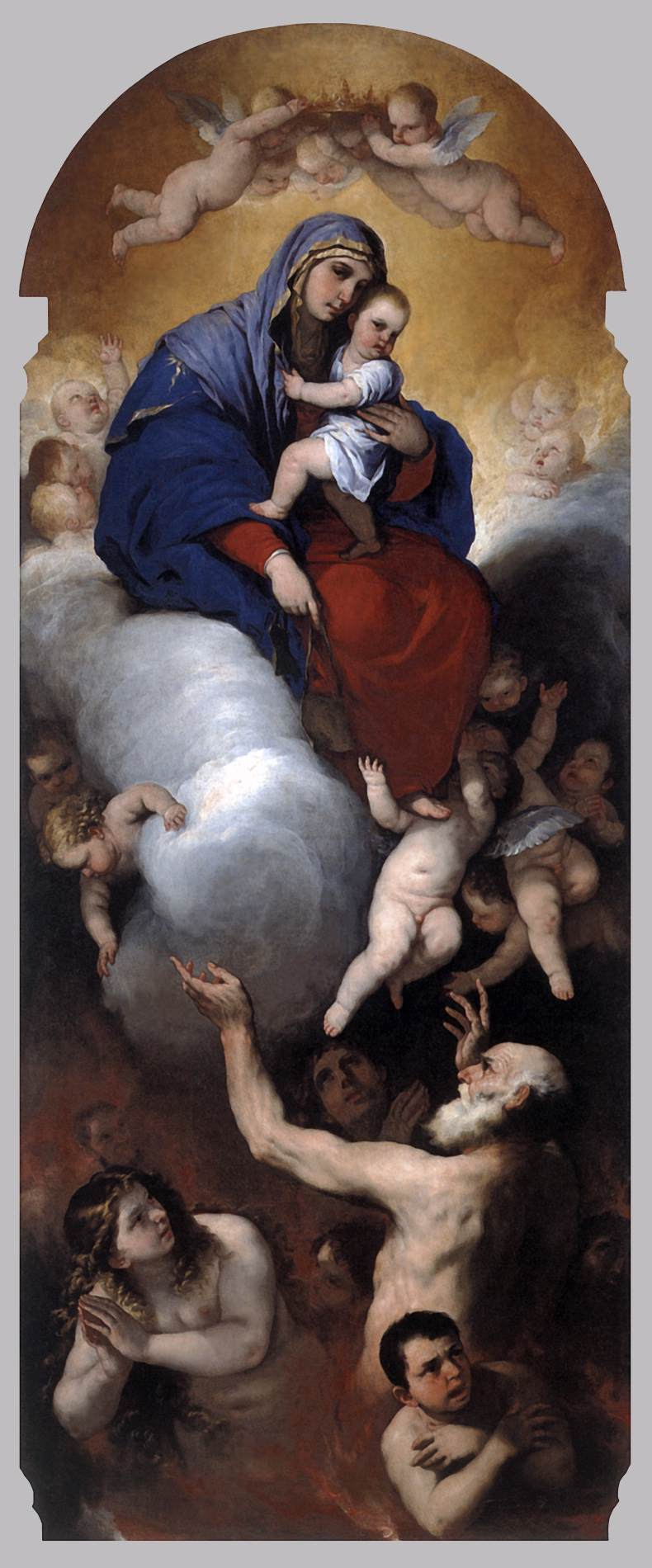
Nossa Senhora do Carmo a interceder em favor das almas que estão a ser purificadas pelo fogo temporário do Purgatório.

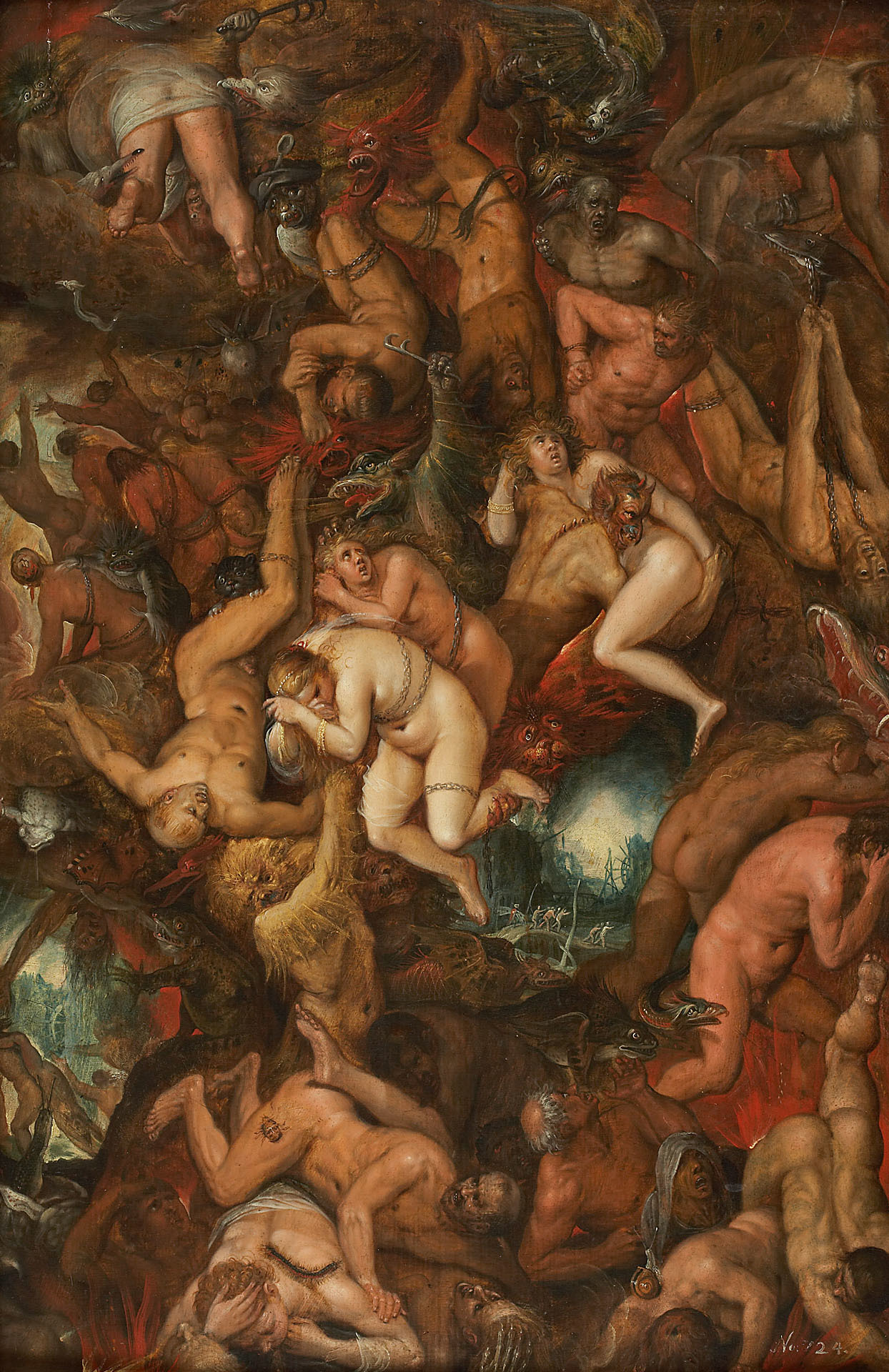
Almas perdidas a serem torturadas pelo fogo eterno do Inferno.

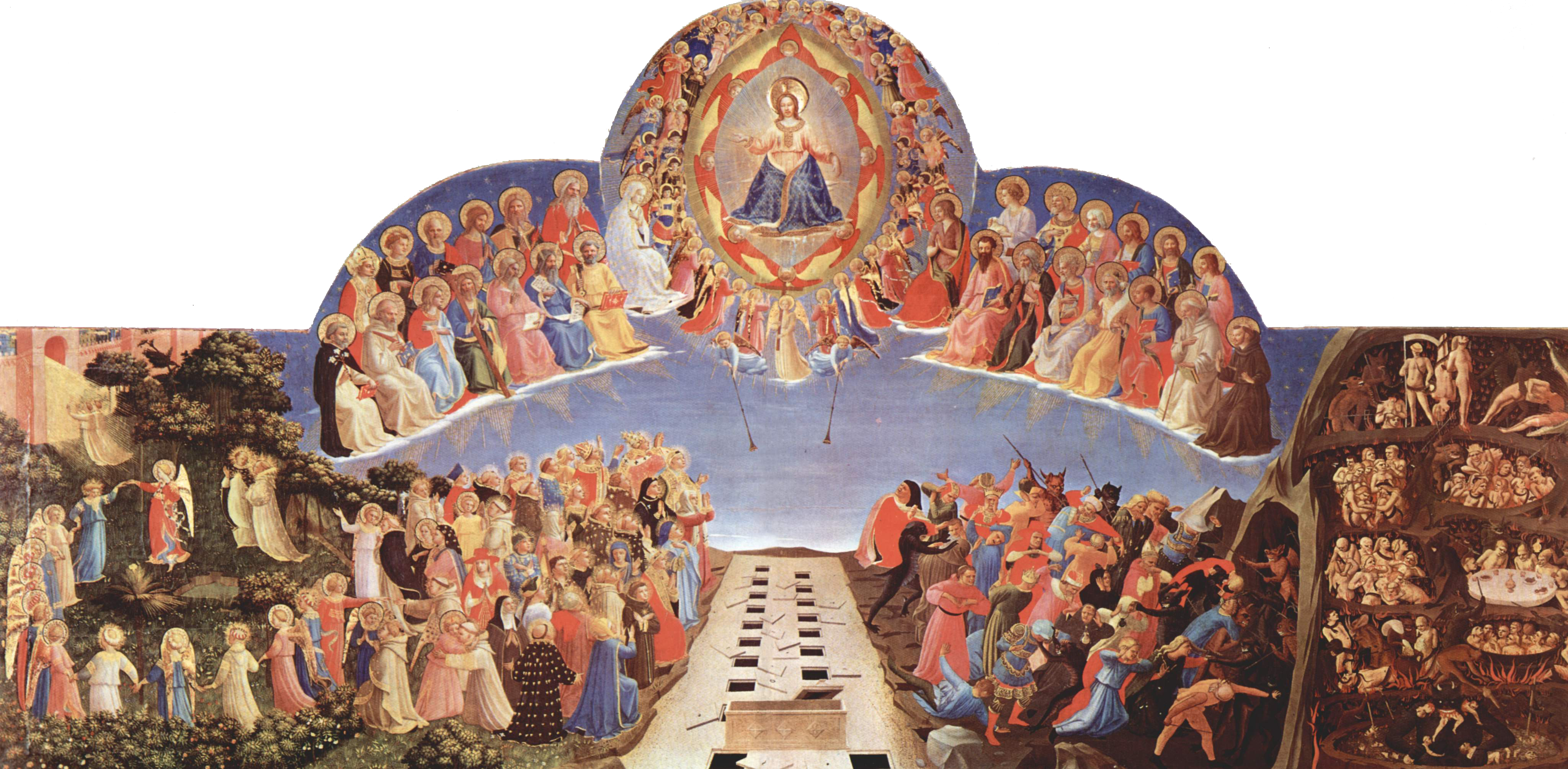
Juízo Final.

Segundo a escatologia católica, após a morte de cada pessoa, a sua alma separa-se do seu corpo mortal e corruptível, iniciando assim a sua vida eterna, que não terá fim e que é precedida para cada um por um juízo particular e que será confirmada pelo juízo final. Esse juízo final realizar-se-á nos últimos momentos antes do fim do mundo.

### Juízo particular
Basicamente, o juízo particular é o julgamento de retribuição imediata que cada homem, após a sua morte, recebe de Deus, tendo em conta a sua fé e as suas obras realizadas durante o seu caminho de santificação terrestre (veja a seção Salvação e Santidade). Após essa epifania particular, a alma será destinada a estar:
- no Paraíso (ou Céu), que é o estado de salvação definitiva e de felicidade suprema, reservado somente às pessoas que, devido à aceitação de Deus (e do seu amor) e ao seu arrependimento, morreram em estado de graça, isto é, sem manchas de qualquer pecado. Esses santos formam assim a Igreja triunfante, onde "veem Deus face a face" (1 Cor 13,12), vivem em comunhão de amor com a Trindade e intercedem pelos habitantes da Terra;[278]
- no Purgatório, que é o estado daqueles que, sendo amigos de Deus e já salvos, precisam ainda de purificação para entrarem puros no Céu. Essa purificação temporária, que os fiéis ainda peregrinos na Terra podem ajudar a acelerar (veja a subseção Comunhão dos santos), consiste na eliminação das penas temporais dos pecados cujas culpas já estavam perdoadas;[279]
- no Inferno, que consiste na condenação eterna daqueles que decidiram livremente viver separados de Deus. Mais concretamente, eles recusaram Deus, o seu amor e a sua graça salvífica, escolhendo voluntariamente persistir no pecado mortal, mesmo até no momento da morte.[280] Essas decisões são respeitadas por Deus, porque ele criou o homem como um ser livre e responsável, apesar de ele querer "que todos tenham modo de se arrepender" (2Ped 3,9).[281]

Essa doutrina escatológica, que trata sobre o destino individual das almas, está sintetizada nos chamados novíssimos, que são quatro: morte, juízo, inferno e paraíso. O purgatório não entra porque é só um estado espiritual transitório e temporário.

### Fim do mundo, Juízo Final, Ressurreição e Reino de Deus
Acerca do destino coletivo do homem no fim do mundo, a Igreja ensina que ocorrerá um Juízo Final mesmo antes do fim do mundo, mas nem ela sabe exactamente qual é a data para tal acontecimento. Momentos antes do Juízo final, Jesus Cristo, que também ressuscitou dos mortos e vive para sempre, ressuscitará toda a humanidade, dando uma nova vida, mas desta vez imortal, para todos os corpos que pereceram. Nesse momento, todas as almas, quer estejam no Céu, no Purgatório ou no Inferno, regressarão definitivamente aos seus novos corpos.
Na visão católica, toda a humanidade reunir-se-á diante de Deus, mais concretamente de Jesus, que irá regressar triunfalmente à terra como juiz dos vivos e dos mortos. Ele confirmará os inúmeros juízos particulares e permitirá consequentemente que o corpo ressuscitado possa "participar na retribuição que a alma teve no juízo particular". Esta retribuição consiste na vida eterna (para os que estão no Céu ou no Purgatório) ou na condenação eterna (para os que estão no Inferno).
Depois do juízo final, acredita-se, dá-se finalmente o fim do mundo. O antigo mundo, que foi criado no início por Deus, é libertado da escravidão do pecado e transformado nos "novos céus e na nova terra" (2 Ped 3,13). Nesse novo estado de coisas, é também alcançada a plenitude do Reino de Deus, ou seja, é definitivamente realizado o desígnio salvífico de Deus de "recapitular em Cristo todas as coisas, as do céu e as da terra" (Ef 1,10). Nesse misterioso reino, onde o mal será inexistente, os santos (ou salvos) gozarão a sua vida eterna e Deus será "tudo em todos" (1 Cor 15,28), formando assim uma grande família e comunhão de amor e de felicidade suprema. Os condenados viverão para sempre no Inferno e afastados do Reino de Deus.

## Moral católica
Os católicos acreditam que a Revelação divina apresenta as regras para um bom relacionamento dos homens entre si e para com Deus. Essa ética e moral centra-se no desafio da dádiva de si mesmo aos outros e a Deus. Portanto, essas regras devem ser praticadas no quotidiano, para libertar o homem da escravidão do pecado, que é um autêntico abuso da liberdade. Isso porque, na visão católica, o homem só é livre se conseguir ser melhor e ser atraído para o bem e para o belo. A Igreja ensina que a bondade e as bem-aventuranças definem o contexto para a conduta moral cristã, que é indispensável para o caminho da salvação, iniciada pela graça santificante do batismo, que justifica.
Segundo a Igreja, a transgressão de uma regra moral implica a escolha do mal e por isso o cometimento de pecados, embora a intenção, as consequências e as circunstâncias pudessem anular ou atenuar a responsabilidade de quem age. Mas isso não pode nunca alterar a qualidade moral dos próprios atos, visto que "o fim não justifica os meios".

### Dignidade, liberdade e consciência moral
A doutrina católica acredita que o homem possui dignidade, que está radicada na sua criação à imagem e semelhança de Deus, o que implica necessariamente que o homem possui liberdade e consciência moral. A liberdade é uma capacidade inalienável do homem, dada por Deus, de escolher entre o bem e o mal. Esse poder único, que "atinge a perfeição quando é ordenada para Deus", torna o homem responsável pelos seus atos deliberados, devido à sua consciência moral. Logo, "a escolha do mal é um abuso da liberdade, que conduz à escravatura do pecado."
Quando escuta correctamente a consciência moral, qualquer pessoa percebe a qualidade moral dum ato, permitindo-lhe assumir a responsabilidade, e consegue ouvir a voz de Deus, que o ordena a praticar o bem e a evitar o mal. O homem, como possui dignidade, não deve ser por isso impedido ou obrigado a agir contra a sua consciência, se bem que ela também pode produzir juízos errados. Logo, é preciso educá-la e retificá-la, para que ela possa estar cada vez mais em sintonia com a vontade divina, com a razão e com a Lei de Deus (nomeadamente a regra de ouro e os mandamentos de amor).

### Lei moral

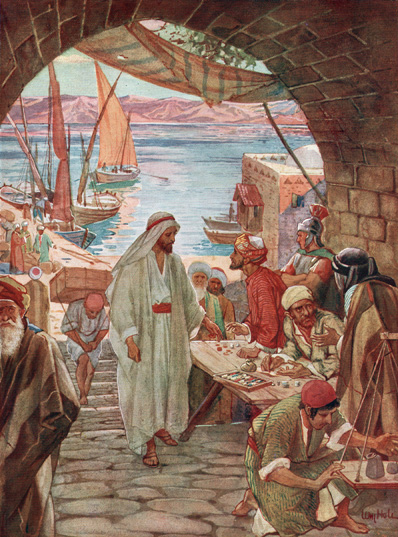
Jesus deu aos homens a Nova Lei, que é a forma perfeita da Lei de Deus. Esta nova lei resume-se nos mandamentos de amor.

Os católicos acreditam que a Lei moral, ou Lei de Deus, sendo uma obra divina, prescreve-lhes a conduta que os levam à salvação e felicidade eterna, proibindo-os os caminhos que os desviam de Deus e do seu amor. Essa lei é constituída pela Lei natural, que está escrita por Deus no coração de cada ser humano; pela Antiga Lei, revelada no Antigo Testamento; e pela Nova Lei, revelada no Novo Testamento por Jesus.
A Lei natural "manifesta o sentido moral originário" que permite ao homem diferenciar, pela razão e pela sua consciência, o bem e o mal. Como todos os homens (fiéis ou infiéis) a percebam, ela é de cumprimento universal e obrigatório, mas ela nem sempre é totalmente compreendida, devido ao pecado. Por isso, Santo Agostinho afirma que Deus "escreveu nas tábuas da Lei o que os homens não conseguiam ler nos seus corações", dando assim origem à Antiga Lei, que é a primeira etapa da Revelação divina e que está resumida nos Dez Mandamentos.
A Antiga Lei, sendo ainda imperfeita, prepara e predispõe à conversão e ao acolhimento do Evangelho e da Nova Lei, que é a "perfeição e cumprimento" (mas não a substituição) da Lei natural e da Antiga Lei. Essa Nova Lei encontra-se em toda a vida e pregação de Cristo e dos Apóstolos, sendo o Sermão da Montanha a sua principal expressão. Essa lei já perfeita e plenamente revelada resume-se no mandamento do amor a Deus e ao próximo, que é considerada por São Tomás de Aquino como "a própria graça do Espírito Santo, dada aos crentes em Cristo."

#### Dez Mandamentos

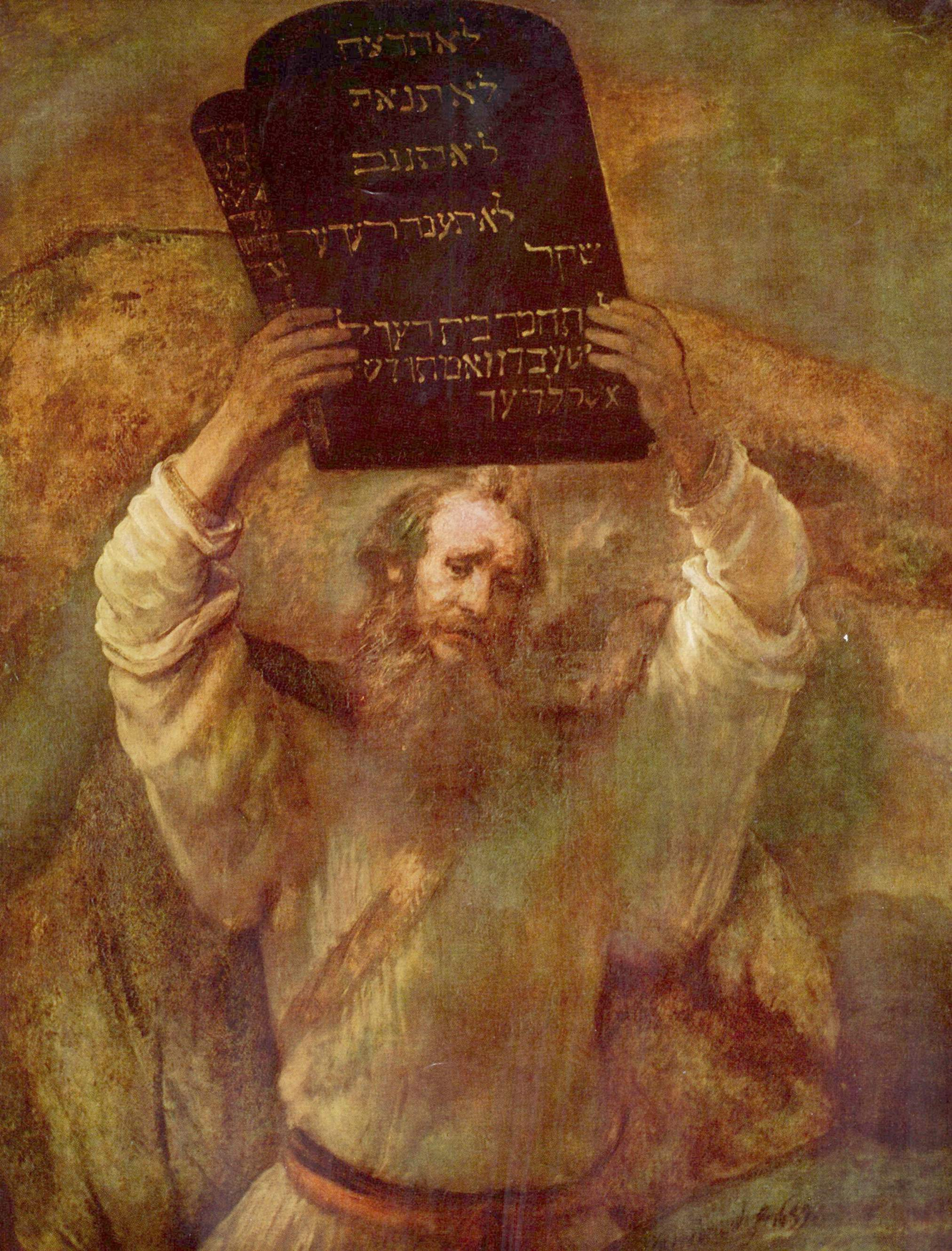
Moisés, grande profeta do Antigo Testamento, traz os Dez Mandamentos ao Povo de Deus.

Como os Dez Mandamentos (ou Decálogo) são a síntese de toda a Lei de Deus e a base mínima e fundamental da moral católica, a Igreja exige aos seus fiéis o cumprimento obrigatório dessas regras. Quem não seguir estas regras, comete pecado, que, dependendo da gravidade da transgressão, pode ser um pecado venial ou um pecado mortal. Aliás, segundo as próprias palavras de Jesus, é necessário observá-los "para entrar na vida eterna" (Mt 19,16-21), além de ser necessário para os fiéis mostrarem o seu agradecimento e pertença a Deus. Esses mandamentos, que ditam os deveres fundamentais do homem para com Deus e com o seu próximo, dão a conhecer também a vontade divina e, ao todo, são dez:
- 1º - Adorar a Deus e amá-l'O sobre todas as coisas.
- 2º - Não invocar o Santo Nome de Deus em vão.
- 3º - Guardar domingos e festas de guarda.
- 4º - Honrar pai e mãe (e os outros legítimos superiores).
- 5º - Não matar (nem causar outro dano, no corpo ou na alma, a si mesmo ou ao próximo).
- 6º - Guardar castidade nas palavras e nas obras.
- 7º - Não furtar (nem injustamente reter ou danificar os bens do próximo).
- 8º - Não levantar falsos testemunhos.
- 9º - Guardar castidade nos pensamentos e nos desejos.
- 10º- Não cobiçar as coisas alheias.

Segundo a doutrina católica sobre os Dez Mandamentos, eles podem ser resumidos em apenas dois, que são: amar a Deus sobre todas as coisas; e amar ao próximo como a nós mesmos.

### Virtude
A virtude, que se opõe ao pecado, é uma qualidade moral que dispõe uma pessoa a fazer o bem, sendo "o fim de uma vida virtuosa tornar-se semelhante a Deus". Segundo a Igreja Católica, existe uma grande variedade de virtudes que derivam da razão e da fé humanas. Estas, que se chamam virtudes humanas, regulam as paixões e a conduta moral humanas, sendo as mais importantes as virtudes cardinais, que são quatro: a Prudência, a Justiça, a Fortaleza e a Temperança.
Mas, para que as virtudes humanas se atinjam na sua plenitude, elas têm que ser vivificadas e animadas pelas virtudes teologais, que "têm como origem, motivo e objeto imediato o próprio Deus". Elas são infundidas no homem com a graça santificante e tornam os homens capazes de viver em relação com a Trindade. As virtudes teologais são três: a Fé, a Esperança e a Caridade (ou Amor). Sobre as virtudes, São Paulo disse que a maior de todas elas é o amor (ou caridade).

### Pecado

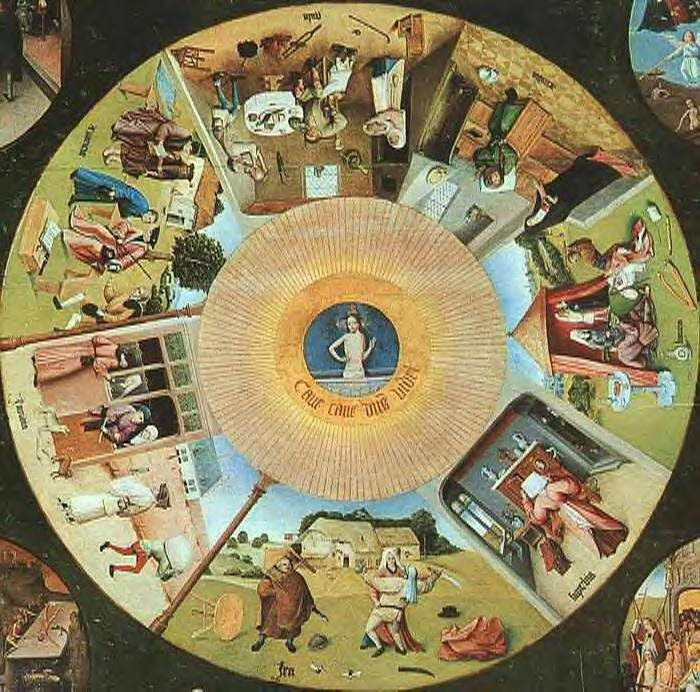
Representação dos sete pecados capitais por Hieronymus Bosch.

Segundo Santo Agostinho de Hipona, o pecado é "uma palavra, um ato ou um desejo contrários à Lei eterna", causando por isso ofensa a Deus e ao seu amor. Logo, esse ato do mal é um abuso da liberdade e fere a natureza humana. Os católicos acreditam que Cristo, com a sua morte, revelou plenamente a gravidade do pecado e venceu-o com a seu amor. Há uma grande variedade de pecados, que podem ser diretamente contra Deus, contra o próximo e contra a si mesmo. Ainda se pode distinguir entre pecados por palavras, por pensamentos, por omissões e por ações.
A repetição de pecados gera vícios, que obscurecem a consciência e inclinam ao mal. Os vícios relacionam-se com os sete pecados capitais: soberba, avareza, inveja, ira, luxúria, gula e preguiça. A Igreja ensina também que todos aqueles que cooperam culpavelmente nos pecados dos outros, são também responsabilizados por tal. Quanto à sua gravidade, os pecados cometidos podem ser divididos em:
- pecados mortais, que são cometidos quando "há matéria grave, são cometidos com plena consciência e deliberado consentimento". Eles afastam o homem da caridade e da graça santificante e, se o pecador não se arrepender sinceramente, conduzem-no à morte eterna do Inferno;[316]
- pecados veniais, que são cometidos sem pleno consentimento, ou sem plena consciência, ou ainda quando se trata de matéria leve. Apesar de afetarem o caminho de santificação, eles apenas merecem penas purificatórias temporais, podendo estas serem cumpridas, caso fosse necessário, no Purgatório.[317]

Todos esses pecados pessoais devem-se ao enfraquecimento da natureza humana, que passou a ficar submetida e inclinada à ignorância, ao sofrimento, à morte e ao pecado. Isso é causado pelo pecado original, transmitido a todos os homens, sem culpa própria, devido à sua unidade de origem, que é Adão e Eva. Eles desobedeceram a Deus no início do mundo, originando esse pecado, que pode ser atualmente perdoado (mas não eliminado) pelo batismo.

#### Perdão e indulgências
Porém, como o amor de Deus é infinito e como Jesus já se sacrificou na cruz, todos os homens, católicos ou não, podem ser perdoados por Deus a qualquer momento, desde que se arrependam de um modo livre e sincero e se comprometam em fazer o possível para perdoar aos seus inimigos. Esse perdão tão necessário pode ser concedido por Deus sacramentalmente e por meio da Igreja, pela primeira vez, através do batismo e depois, ordinariamente, através do sacramento da reconciliação.
Mas, de acordo com o ensino oficial da Igreja Católica, Deus também pode conceder esse perdão através de muitas maneiras diferentes (ou até mesmo diretamente) para todos aqueles que se arrependeram (incluindo os não católicos). Mas o perdão divino não significa a eliminação das penas temporais, ou seja, do mal causado como consequência dos pecados cuja culpa já está perdoada. Nesse caso, para as eliminar, é necessário obter indulgências e praticar boas obras durante a vida terrena ou ainda, depois de morrer, uma purificação da alma no Purgatório, com a finalidade de entrar puro e santo no Paraíso

##### A venda de indulgências

A venda de indulgências, no século XVI

Durante a Idade Média surgiu o chamado contrabando de indulgências, em que documentos forjados declaravam a venda de indulgências de caráter extraordinário, havendo em alguns locais, a sua venda por profissionais "perdoadores (quaestores, em latim). A Igreja condenou estes abusos, como pode ser observado nos decretos e documentos do Quarto Concílio de Latrão (1215), do Concílio de Ravena (1317) e de vários Papas, tais como Bonifácio IX (1392), Clemente IV, João XXII, Martinho V e Sisto IV, entre outros, que lutaram e proibiram abusos indulgenciários praticados em sua época.
Apesar destas condenações e restrições, no final da Idade Média houve um crescimento considerável destes abusos, que seriam contestadas na Reforma Protestante. Em 1563, na última sessão do Concílio de Trento, a venda de indulgências foi proibida definitivamente, para evitar excessos e abusos. Desde então, as indulgências passaram somente a ser concedidas, de forma gratuita, aos fiéis que praticassem determinados actos de piedade, penitência e caridade (ex: orações, peregrinações, etc.) estabelecidos pela Igreja.

### Amor, sexualidade e castidade

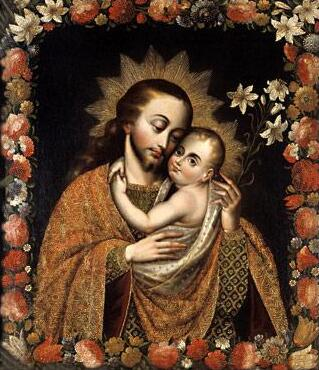
São José, o pai adotivo de Jesus, é considerado como um grande modelo de castidade.

Em relação à sexualidade, a Igreja Católica convida todos os seus fiéis a viverem na castidade, que é um dom divino e uma virtude moral que permite a integração positiva da sexualidade na pessoa. Essa integração exige "uma aprendizagem do domínio de si, que é uma pedagogia da liberdade humana. A alternativa é clara: ou o homem comanda as suas paixões e alcança a paz, ou se deixa dominar por elas e torna-se infeliz." A virtude da castidade relaciona-se com a virtude cardinal da temperança.
Logo, todos os católicos são chamados à castidade, porque a sexualidade só se "torna pessoal e verdadeiramente humana quando integrada na relação de pessoa a pessoa, no dom mútuo total e temporalmente ilimitado, do homem e da mulher", ambos unidos pelo sacramento do matrimónio (que é indissolúvel). Por isso, os atos sexuais fora do matrimónio constituem sempre um pecado grave. Por essas razões, o sexo pré-marital, a pedofilia, o adultério, a masturbação, a fornicação, a pornografia, a prostituição, o estupro e os atos homossexuais são condenados pela Igreja como sendo expressões do vício da luxúria.
Para a Igreja, o amor é uma virtude teologal e o oposto de usar. Aplicado nas relações conjugais humanas, o amor verdadeiramente vivido e plenamente realizado é uma comunhão de dádiva mútua de si mesmo, "de afirmação mútua da dignidade de cada parceiro" e um "encontro de duas liberdades em entrega e receptividade mútuas". Essa comunhão conjugal do homem e da mulher é um ícone da vida da Trindade e leva não apenas à satisfação, mas à santidade.  Esse tipo de relação conjugal proposto pela Igreja exige permanência e compromisso matrimoniais.

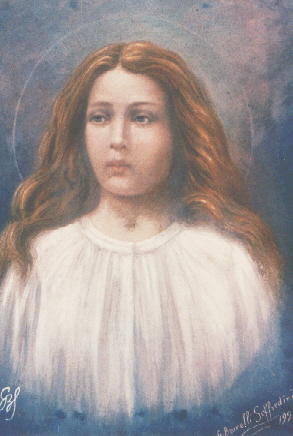
Santa Maria Goretti (1890-1902), uma virgem que, tal como os inúmeros santos, viveu rigorosamente e à sua maneira a castidade cristã.

Por essa razão, a sexualidade é uma fonte de alegria e de prazer e ordena-se para o amor conjugal e para a procriação. A sexualidade (e o sexo) é também considerada como a grande expressão do amor recíproco, onde o homem e a mulher se unem e se complementam.
O verdadeiro amor conjugal, onde a relação sexual é vivida dignamente, só é possível graças à castidade conjugal. Essa virtude permite uma vivência conjugal perfeita assente na fidelidade e na fecundidade matrimoniais. Para além da castidade conjugal (que não implica a abstinência sexual dos casados), existem ainda diversos regimes de castidade: a virgindade ou o celibato consagrado (para os religiosos, as pessoas consagradas, os clérigos etc.) e a castidade na abstinência (para os não casados).

#### Divórcio
Na atualidade, a Igreja não aceita o divórcio, embora este seja aceite no Antigo Testamento: 
| “ | se um homem, tendo escolhido uma mulher, casar-se com ela, e vier a odiá-la por descobrir nela qualquer coisa inconveniente, escreverá uma letra de divórcio, lha entregará na mão e a despedirá de sua casa. | ” |

Porém, no Novo Testamento, Jesus, que segundo a Igreja veio completar e dar o sentido definitivo às revelações divinas do Antigo Testamento, afirmou que: 
| “ | Moisés permitiu escrever carta de divórcio e despedir a mulher, [..] foi devido à dureza do vosso coração que ele vos deu essa lei; mas, no princípio da criação, Deus os fez homem e mulher. Por isso, deixará o homem pai e mãe e se unirá à sua mulher; e os dois não serão senão uma só carne. Assim, já não são dois, mas uma só carne. Não separe, pois, o homem o que Deus uniu. | ” |

Por isso, baseando-se nos ensinamentos de Cristo, a Igreja afirma que o sacramento do matrimónio entre um homem e uma mulher livres é indissolúvel, até no momento em que um dos cônjuges morrer. Porém, em casos onde não houve consumação ou não houve um consentimento matrimonial claro e livre de qualquer violência ou "grave temor externo", o matrimónio pode ser declarado nulo e inexistente por autoridades eclesiásticas competentes.

#### Preservativos e DSTs
Segundo a doutrina católica, o uso de preservativos incentiva um estilo de vida sexual imoral, promíscuo, irresponsável e banalizado, onde o corpo é usado como um fim em si mesmo e o parceiro(a) é reduzido(a) a um simples objeto de prazer. Esse tipo de vida sexual é fortemente condenado pela Igreja.
O Papa Bento XVI reafirmou, durante a sua visita aos Camarões e à Angola (17 de Março a 23 de Março de 2009), que somente a distribuição de preservativos não ajuda a controlar o problema da SIDA, mas, pelo contrário, contribuiria para "piorar a situação". Tais declarações desencadearam uma tempestade de críticas e condenações por parte de governos e de responsáveis de ONGs (ex: Michael Kazatchine, o então director executivo do Fundo Mundial de Luta contra a SIDA, a tuberculose e o paludismo).
Contudo, em 2010, o Papa Bento XVI afirmou, de forma coloquial e não oficial, que o uso do preservativo pode ser justificável em alguns casos pontuais para diminuir o risco de contágio às doenças sexualmente transmissíveis (DSTs), "como por exemplo a utilização do preservativo por um prostituto". Porém, o Papa ressalvou que o uso de preservativos não é "uma solução verdadeira e moral". Ele voltou também a reafirmar a doutrina católica que defende que a fidelidade no casamento, o amor recíproco, a castidade, a humanização da sexualidade e a abstinência são os melhores meios de combater as DSTs, em detrimento da "mera fixação no preservativo".

#### Homossexualidade
Os atos homossexuais são considerados pecados mortais porque violam a "iconografia de diferenciação e complementariedade sexuais" entre o homem e a mulher e porque são incapazes de gerar vida. Entretanto, para a Igreja, ter tendências homossexuais não é considerado um pecado nem um castigo, mas apenas uma provação. O pecado está em ceder a essas tendências e adotá-las na prática. A Igreja repudia também qualquer reconhecimento legal das uniões entre pessoas do mesmo sexo.
Mas, a Igreja afirma que não discrimina os homossexuais e pretende ajudá-los a viver na castidade, para que eles evitem os atos sexuais, que são moralmente desordenados, "porque são atos de afirmação de si mesmo e não dádiva de si mesmo". A Igreja ainda convida os homossexuais a aproximarem-se gradualmente da perfeição cristã, através do autodomínio, da oração, da graça sacramental, do oferecimento das suas dificuldades e sofrimentos como um sacrifício para Deus e "do apoio duma amizade desinteressada".
Contudo, paradoxalmente, algumas fontes católicas (ex: arcebispo norte-americano Wilton Daniel Gregory) afirmam que é necessário lutar para que os seminários e os noviciados não estejam dominados por homossexuais. Esta reacção pode ser explicada à luz da posição oficial da Igreja sobre a ordenação sacerdotal de homossexuais, expressa numa Instrução redigida pela Congregação para a Educação Católica, em 2005: a Igreja "não pode admitir ao Seminário e às Ordens sacras aqueles que praticam a homossexualidade, apresentam tendências homossexuais profundamente radicadas ou apoiam a chamada 'cultura gay'".

### Vida, planejamento familiar e contracepção

Na encíclica Humanae Vitae (1968), o Papa Paulo VI pronunciou-se sobre a regulação de natalidade.

A Igreja Católica considera a vida humana como sagrada e um valor absoluto e inalienável, por isso condena, entre outras práticas, a violência, o homicídio, o suicídio, o aborto induzido, a eutanásia, a clonagem humana (seja ela reprodutiva ou terapêutica) e as práticas científicas que usam células-tronco extraídas do embrião humano vivo (e que provocam a morte do embrião). Para a Igreja, a vida humana deve ser gerada naturalmente pelo sexo conjugal e tem início na fecundação (ou concepção) e o seu fim na morte natural. Segundo essa lógica, a reprodução medicamente assistida é também considerada imoral porque dissocia a procriação do ato sexual conjugal, "instaurando assim um domínio da técnica sobre a origem e o destino da pessoa humana".
Quanto à regulação dos nascimentos, a Igreja defende-a como uma expressão da paternidade e maternidade responsáveis à construção prudente de famílias, desde que não seja realizada com base no egoísmo ou em imposições externas. Mas essa regulação só pode ser feita através de métodos naturais de planeamento familiar, tais como a continência periódica e o recurso aos períodos infecundos. A pílula, a esterilização direta, o preservativo e outros métodos de contracepção são expressamente condenados como pecado mortal.
A igreja ensina inclusivamente que os métodos naturais são formas mais humanistas e responsáveis de viver a responsabilidade procriadora porque, quando ousados corretamente, aumentam e fortalecem a comunicação e o amor entre os cônjuges; promovem o autoconhecimento do corpo; nunca têm efeitos colaterais no organismo; e promovem a ideia de que a fertilidade é uma riqueza e presente divino que pode e deve ser utilizada no momento oportuno.

## Doutrina Social da Igreja
Apesar de a missão principal da Igreja, que consiste na salvação da humanidade, ser de âmbito essencialmente espiritual, ela formulou uma Doutrina Social da Igreja (DSI). Através de uma análise crítica das várias situações sociais, a DSI pretende fixar princípios e orientações gerais a respeito da organização social, política e económica dos povos e das nações, orientando assim os católicos e homens de boa vontade na sua ação no mundo.
Através das numerosas encíclicas e pronunciamentos dos Papas, a Doutrina Social da Igreja aborda vários temas fundamentais, como a dignidade humana; as liberdades e os direitos humanos; a família; a promoção da paz e do bem comum no respeito dos princípios da solidariedade e subsidiariedade; o primado da justiça e da caridade; o sistema económico e a iniciativa privada; o papel do Estado; o trabalho humano; o destino universal dos bens da natureza; a defesa do ambiente; e o desenvolvimento integral de cada pessoa e dos povos.
Mas a existência da DSI não implica a participação do clero na política, que é expressamente proibida pela Igreja, exceto em situações urgentes. Isso porque a missão de melhorar e animar as realidades temporais, nomeadamente através da participação cívico-política, é destinada aos leigos. Logo, a hierarquia eclesiástica está apenas "no negócio de formar o tipo de pessoa que consegue formar e dirigir governos nos quais a liberdade leva à genuína realização humana".
O pensamento social cristão foi-se desenvolvendo ao longo dos tempos, sendo o início da sua sistematização datada em 1891, ano da promulgação da encíclica Rerum Novarum pelo Papa Leão XIII. A DSI rejeita as ideologias totalitárias e ateias associadas ao comunismo ou ao socialismo. Além disso, na prática do capitalismo, a DSI recusa, por exemplo, a excessiva e desenfreada miragem do lucro e o primado absoluto da lei do mercado sobre o trabalho humano e a economia.

## Principais críticas
Para além das históricas críticas e divergências entre a doutrina católica e as outras doutrinas cristãs e entre a doutrina católica e a ciência, várias crenças e princípios católicos são também atualmente criticados pelo mundo moderno e até por alguns grupos alegadamente católicos.
Como por exemplo, a ética católica sobre o casamento (que não aceita o divórcio), sobre a vida (que não aceita o aborto, a eutanásia, o uso de contraceptivos artificiais e a utilização de células-tronco embrionárias para fins científicos que levem à destruição do embrião) e sobre o sexo (que não aceita o sexo pré-marital, a homossexualidade e o uso de preservativos) continuam a gerar muitas polémicas e controvérsias. As acções escandalosas e imorais, que vão contra a doutrina católica, praticadas por certos membros e clérigos católicos (ex: abuso sexual de menores por membros da Igreja Católica), reforçaram as críticas referentes ao modo como essa doutrina trata a sexualidade.
Com a crescente secularização do mundo ocidental, algumas pessoas começaram a pôr em causa a compatibilidade entre a democracia e a doutrina católica e exigiram até o fim de qualquer influência da Igreja sobre a vida pública e sobre as decisões legislativas (nomeadamente sobre a questão do aborto).
A própria crença em Deus e as regras ético-morais da Igreja são também duramente criticadas como sendo obstáculos para a verdadeira libertação, progresso e realização do homem. Questões mais teológicas como a divindade e celibato de Jesus (com particular destaque às teorias sobre Maria Madalena), os milagres, a existência de dogmas, a vida eterna, a virgindade de Maria e a paradoxal compatibilidade entre a existência de Deus e a existência do mal e do sofrimento são também questionadas. Recentemente, a questão teológica da unicidade e universalidade salvífica de Jesus Cristo e da Igreja Católica e a definição teológica de que a Igreja Católica é a única Igreja de Cristo continuam a suscitar várias polémicas e desentendimentos. Apesar dessas duas crenças, a Igreja Católica nunca negou a salvação aos não católicos. Questões mais disciplinares da Igreja, como a hierarquia católica, o celibato clerical e a proibição da ordenação sacerdotal às mulheres são também temas debatidos na atualidade.
Em conclusão, a Igreja Católica (e a sua doutrina) é controversa, porque ela "revela-se muitas vezes […] em oposição ao que parece ser o conhecimento vulgar dos nossos tempos", e, também, porque ela insiste sempre que "a fé envolve verdades, que essas verdades envolvem obrigações e que essas obrigações exigem certas escolhas". Por essa razão, a Igreja Católica, "vista do exterior, […] pode parecer de vistas curtas, mal-humorada e atormentadora - o pregador azedo de um infinito rosário de proibições".

## A doutrina católica e a das outras Igrejas cristãs

### Igreja Ortodoxa
A doutrina da Igreja Ortodoxa é muito semelhante à da Igreja Católica, visto que ambas desenvolveram as suas principais crenças basicamente a partir da mesma tradição. Contudo, existem entre elas várias divergências doutrinárias e disciplinares. Como por exemplo, os ortodoxos só reconhecem os sete primeiros concílios ecuménicos e não aceitam, como por exemplo, o dogma católico da Imaculada Conceição (mas os ortodoxos acreditam na Assunção de Maria); o Purgatório; o primado e a infalibilidade do Papa; a questão do Filioque; a falta da epiclese e o uso do pão ázimo (sem fermento) na missa; a comunhão eucarística apenas sob a espécie do pão; o Batismo por infusão (e não por imersão); a forma de administrar o sacramento da unção dos enfermos; o celibato de todo o clero e a indissolubilidade do matrimónio.
Devido ao recente e grande esforço ecuménico, muitas dessas diferenças foram sendo parcialmente resolvidas ou, pelo menos, diminuídas. O principal problema entre as duas igrejas reside ainda na questão da primazia e da infalibilidade do Papa. Mas, mesmo neste campo, houve progressos significativos, que culminaram com a aprovação do Documento de Ravena, no dia 13 de Outubro de 2007. Nesse documento, as duas igrejas reconheceram a primazia papal, ao afirmar que o Bispo de Roma "é o “protos”, ou seja, o primeiro entre os patriarcas de todo o mundo, pois Roma, segundo a expressão de Santo Inácio de Antioquia, é a "Igreja que preside na caridade"". Porém, mesmo assim, os católicos e os ortodoxos ainda divergem quanto aos privilégios desta primazia.

### Igrejas protestantes

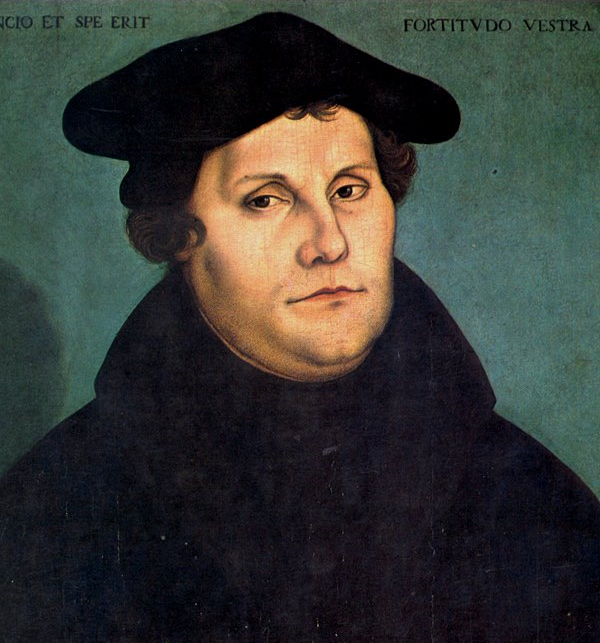
Martinho Lutero, o pai da Reforma Protestante.

As Igrejas protestantes adotam, tal como a Igreja Católica, o mesmo Credo niceno-constantinopolitano, pelo que a doutrina acerca da Trindade e de Jesus Cristo é idêntica à católica. Porém, a diferença entre os católicos e os protestantes noutros temas doutrinais é grande. Genericamente, as divergências mais significativas dizem respeito ao papel da oração e das indulgências; à comunhão dos Santos; à doutrina do pecado original, da graça e da predestinação; à necessidade e natureza da penitência; e ao modo de obter a salvação, com os protestantes a defenderem que a salvação só se atinge através da fé (sola fide; ver: cinco solas), em detrimento da doutrina católica de que a fé deve ser expressa também através das boas obras. Esta última divergência levou a um conflito sobre a doutrina da justificação.
Há também diferenças importantes na doutrina da Eucaristia e dos outros sacramentos (os protestantes só aceitam a Eucaristia e o Batismo apenas como meros sinais que estimulam a fé); na existência do Purgatório; no culto de veneração à Virgem Maria e aos santos; na forma de interpretação (com os protestantes a defenderem a interpretação pessoal ou livre-exame das Sagradas Escrituras) e na composição do Cânone das Escrituras; no papel da Tradição oral; na própria natureza, autoridade, administração, hierarquia e função da Igreja (incluindo o papel da Igreja na salvação); no sacerdócio; e também na autoridade e missão do Papa.
Contudo, visto que mesmo entre os protestantes há diferenças consideráveis, existem entre eles algumas denominações cujas doutrinas se aproximam bastante da católica. É o caso, por exemplo, de alguns setores do Anglicanismo, que se auto-intitulam de anglo-católicos. Recentemente, o diálogo ecuménico levou finalmente a alguns consensos sobre a doutrina da justificação entre os católicos e os luteranos, através da Declaração Conjunta Sobre a Doutrina da Justificação (1999). Além disso, esse diálogo trouxe também vários consensos sobre outras questões doutrinárias importantes, nomeadamente entre os católicos e os anglicanos.

### Sítios tradicionalistas
Segue-se uma pequena lista de sítios com tendências tradicionalistas. O catolicismo tradicionalista professa basicamente os mesmos dogmas católicos, mas não aceita várias decisões pastorais e doutrinais do Concílio Vaticano II.
- «Permanência»
- «Precioso Depósito»
- «Capela Nossa Senhora da Conceição»
- «Revista Catolicismo»
- «Fraternidade Sacerdotal São Pio X»